# 22. April
Der 22. April ist der 112. Tag des gregorianischen Kalenders (der 113. in Schaltjahren), somit bleiben 253 Tage bis zum Jahresende.

## Ereignisse

### Politik und Weltgeschehen
- 1370: In der französischen Hauptstadt Paris erfolgt unter König Karl V. die Grundsteinlegung zum Bau der Bastille als Teil der Befestigungsanlagen gegen die Angriffe der Engländer im Hundertjährigen Krieg.

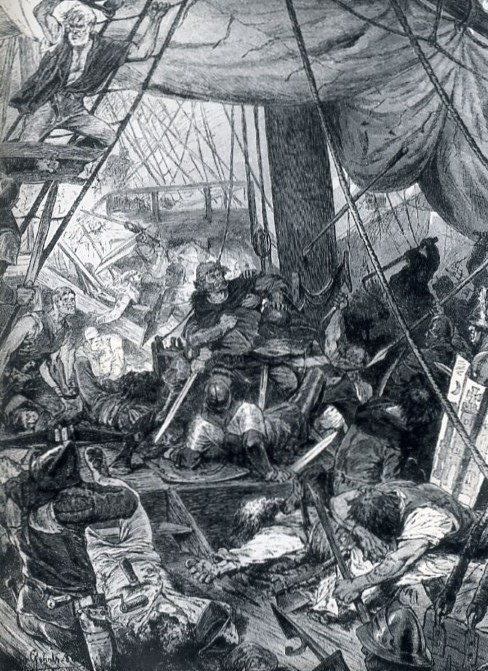
1401: Sieg der Hanse über Störtebeker

- 1401: Einer Flotte der Hanse unter dem Kommando des Hamburgers Simon von Utrecht gelingt es, die Vitalienbrüder zu stellen und in einer Seeschlacht vor Helgoland zu besiegen. Klaus Störtebeker, der Anführer der Seeräuber, wird als Gefangener auf das Flaggschiff Bunte Kuh verbracht.

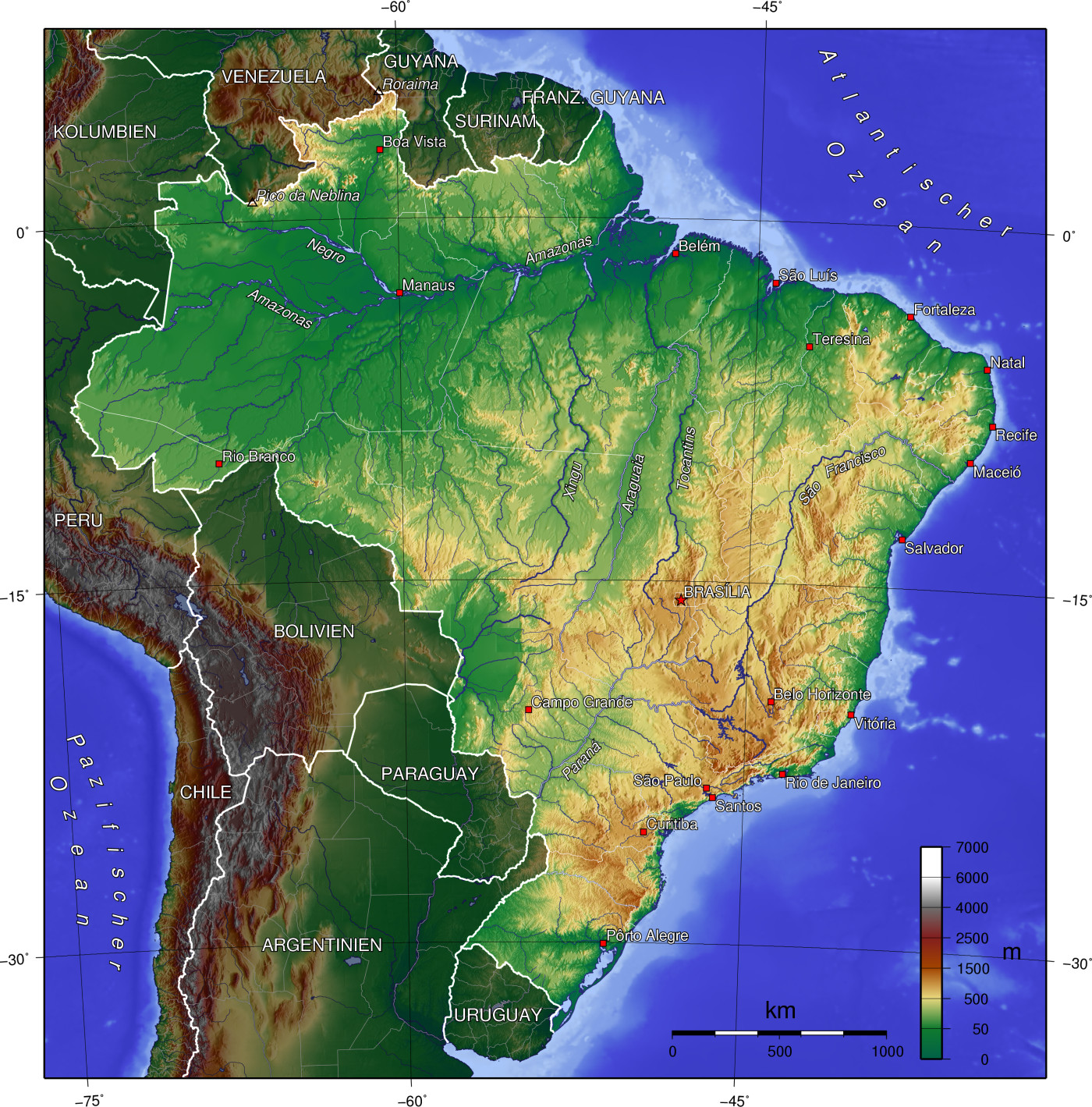
1500: Brasilien

- 1500: Der portugiesische Seefahrer Pedro Álvares Cabral erreicht mit seiner Expedition die Küste des heutigen Brasilien nördlich des heutigen Porto Seguro. Ob er erster Europäer im Lande ist, ist ungewiss.
- 1513: Auf der Entdeckungsreise des spanischen Konquistadoren Juan Ponce de León in den Gewässern um Florida bemerkt sein Navigator Antón de Alaminos eine starke Meeresströmung, die Jahrzehnte später den Namen Golfstrom erhält.
- 1529: Im Vertrag von Saragossa grenzen Spanien und Portugal ihre Interessensphären im Pazifik auf 297,5 Leguas östlich der Molukken ab.
- 1676: Im Holländischen Krieg bestreitet eine niederländisch-spanische gegen eine französische Flotte die Seeschlacht bei Augusta. In ihr wird der niederländische Admiral Michiel de Ruyter so schwer verletzt, dass er sieben Tage danach stirbt.
- 1745: Durch den Frieden von Füssen scheidet Bayern unter Kurfürst Maximilian III. Joseph aus dem Österreichischen Erbfolgekrieg aus.
- 1796: In der Schlacht bei Mondovi besiegen Frankreichs Truppen unter Napoleon Bonaparte die Armee aus Piemont. Maßgeblich am französischen Sieg beteiligt ist laut Napoléon General Jean Mathieu Philibert Sérurier.

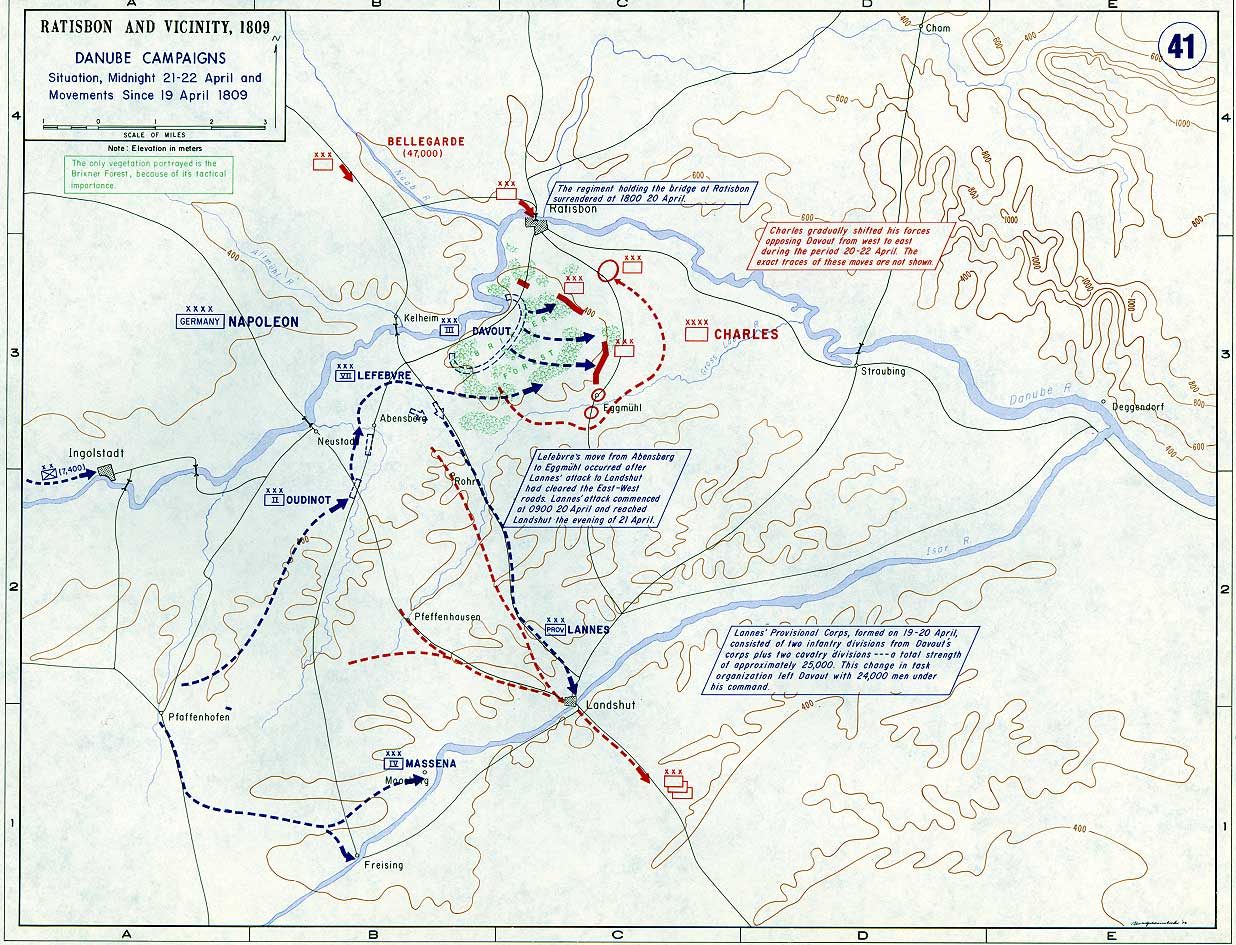
1809: Schlacht bei Eggmühl

- 1809: Napoleon Bonaparte besiegt im Fünften Koalitionskrieg mit seinen Generälen Jean Lannes und Louis-Nicolas Davout die Österreicher unter Erzherzog Karl von Österreich-Teschen in der Schlacht bei Eggmühl. Davout wird in der Folge zum Fürsten von Eggmühl erhoben.
- 1821: Nach Beginn des Griechischen Unabhängigkeitskrieges wird der Ökumenische Patriarch Gregorios V. in Konstantinopel auf Befehl von Sultan Mahmud II. an einer Kirchentür aufgehängt.
- 1836: Einen Tag nach der Schlacht von San Jacinto können die texanischen Revolutionäre den mexikanischen Präsidenten Antonio López de Santa Anna gefangen nehmen und zwingen ihn, in den Verträgen von Velasco am 14. Mai die Unabhängigkeit der Republik Texas anzuerkennen.
- 1875: Mit dem so genannten Brotkorbgesetz wird der Kulturkampf mit der römisch-katholischen Kirche im Deutschen Reich verschärft. Das von Otto von Bismarck entworfene Gesetz sperrt allen kirchlichen Stellen, die die Anerkennung des Reiches verweigern, staatliche Leistungen.

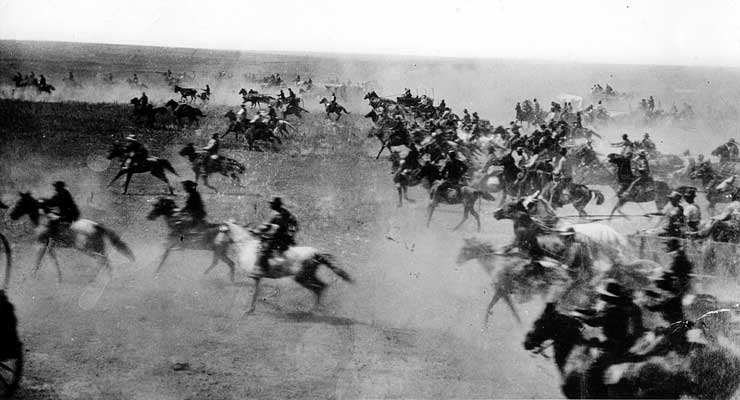
1889: Oklahoma Land Run

- 1889: Mit dem Oklahoma Land Run wird der Mittelteil des Indianerterritoriums auf dem Gebiet der Vereinigten Staaten in Oklahoma für angloamerikanische Kolonisten zur Besiedlung freigegeben.
- 1900: In der Schlacht bei Kousséri zwischen drei französischen Kolonialarmeen unter dem Befehl Amédée-François Lamys einerseits und den Truppen des Reiches Bornu unter dem Usurpator Rabih az-Zubayr ibn Fadl Allah andererseits finden beide Heerführer den Tod. Das von den Franzosen in dieser Schlacht besiegte zentralafrikanische Reich wird später unter den Kolonialmächten Großbritannien, Frankreich und Deutschland aufgeteilt.
- 1915: Deutschland setzt in der Zweiten Flandernschlacht des Ersten Weltkrieges bei Ypern in Belgien als erstes Land in der Geschichte Giftgas in großem Umfang ein. 5000 französische Soldaten werden durch Chlorgas sofort getötet, doppelt so viele schwer verletzt.
- 1933: Durch die Verordnung über die Zulassung von Ärzten zur Tätigkeit bei den Krankenkassen wird „nicht-arischen“ Ärzten, sowie solchen, „die sich im kommunistischen Sinne betätigt haben“, im Dritten Reich die kassenärztliche Zulassung entzogen.

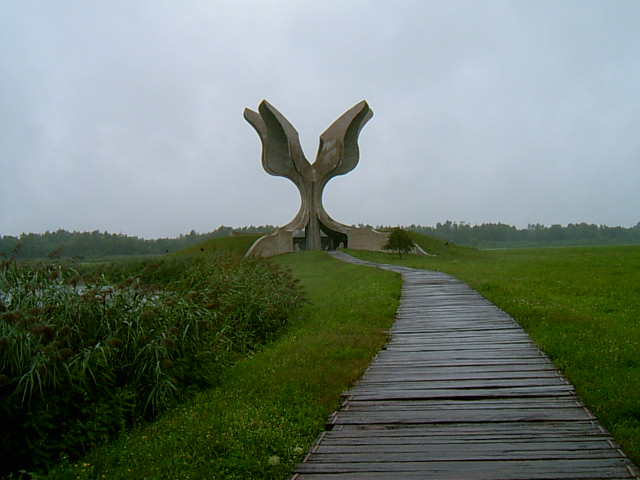
1945: Denkmal für die Opfer des KZ Jasenovac

- 1945: 600 Gefangene des von der Ustascha in Kroatien nach dem Vorbild der Vernichtungslager in Deutschland errichteten KZ Jasenovac unternehmen einen Ausbruchsversuch. Nur 80 Häftlinge können fliehen, alle anderen kommen ums Leben.
- 1946: Auf Druck der sowjetischen Besatzungsmacht wird in Ost-Berlin auf dem Vereinigungsparteitag der Zusammenschluss von KPD unter Wilhelm Pieck und SPD unter Otto Grotewohl zur Sozialistischen Einheitspartei Deutschlands (SED) vollzogen. Pieck und Grotewohl werden die ersten Vorsitzenden.
- 1967: Der zu Ende gehende VII. Parteitag der SED beschließt die Einführung der Fünf-Tage-Woche in der DDR. Andererseits werden fünf Feiertage gestrichen.
- 1971: Der Sohn des verstorbenen Diktators François Duvalier, Jean-Claude Duvalier, genannt Baby Doc, wird auf Lebenszeit als Präsident Haitis vereidigt.
- 1980: In Liberia werden 13 Vertreter der am 12. April von Samuel K. Doe durch einen Putsch abgesetzten Regierung erschossen.
- 1997: Peruanische Truppen stürmen auf Befehl von Präsident Alberto Fujimori die japanische Botschaft in Lima und befreien die dort seit 17. Dezember festgehaltenen Geiseln. Alle 14 Geiselnehmer des Movimiento Revolucionario Túpac Amaru und zwei Soldaten kommen dabei ums Leben, eine Geisel stirbt an einem Herzinfarkt.
- 2000: Tamilische Rebellen der Liberation Tigers of Tamil Eelam erobern den Elefantenpass, eine strategisch wichtige Militärbasis Sri Lankas.
- 2000: US-Bundesbehörden stürmen in Miami, Florida, das Haus einer kubanischen Einwandererfamilie, um den fünfjährigen Elián González, dessen Mutter bei der Flucht aus Kuba ertrunken ist, mit seinem Vater in Kuba zusammenzuführen.
- 2018: Auf ihrem Sonderparteitag in Wiesbaden wählt die SPD mit Andrea Nahles erstmals in ihrer Geschichte eine Frau zur Parteivorsitzenden.

### Wirtschaft
- 1864: Der US-Kongress beschließt den Coinage Act of 1864. Das Gesetz sieht die künftige Ausgabe von Zwei-Cent-Münzen mit der Aufschrift In God we trust statt des bisherigen E pluribus unum vor. Das Motto wird inzwischen auf allen Geldmünzen und -scheinen der Vereinigten Staaten angegeben.

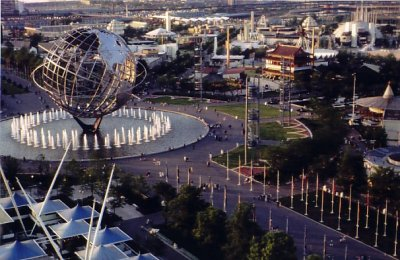
1964: New York World’s Fair

- 1964: Im Flushing-Meadows-Park, New York, eröffnet die zweijährige New York World’s Fair. Verantwortlich für die städteplanerischen Maßnahmen der Weltausstellung ist der Stadtplaner Robert Moses.
- 1998: Luxemburg regelt durch Gesetz die Errichtung der Zentralbank von Luxemburg.

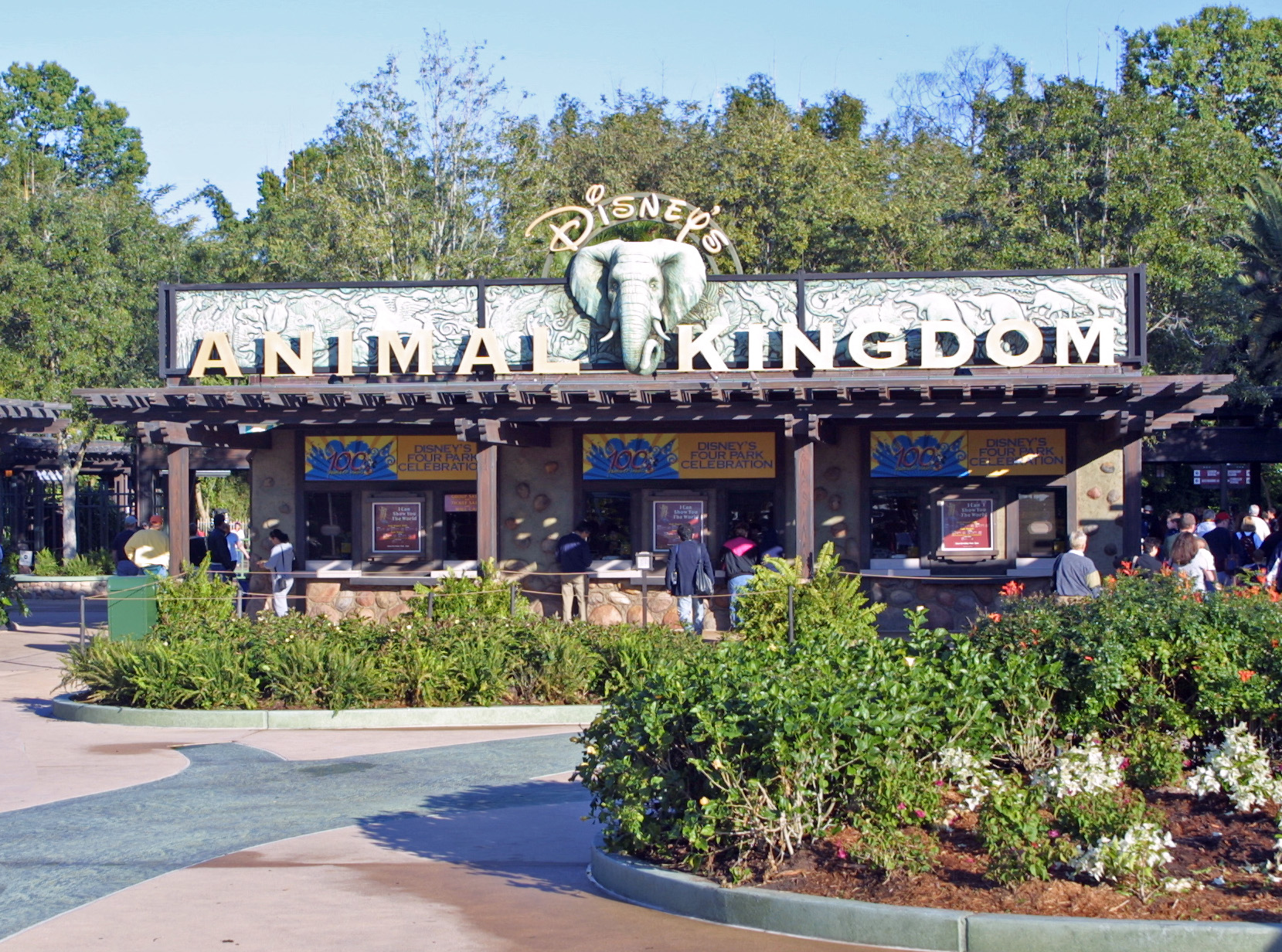
1998: Der Eingang zum Animal Kingdom

- 1998: Das Disney’s Animal Kingdom, ein Themenpark des Walt Disney World Resort mit über zwei Quadratkilometern, der sich der Erhaltung der Tierwelt widmet, wird in Florida eröffnet.

### Wissenschaft und Technik
- 1856: Mit der Government Bridge wird zwischen Rock Island, Illinois und Davenport, Iowa, die erste Brücke über den Mississippi River eröffnet.
- 2008: Die United States Air Force stellt die Tarnkappenflugzeuge Lockheed F-117 Nighthawk außer Dienst. Sie werden durch multifunktionale Jagdflugzeuge des Typs Lockheed Martin F-22 Raptor ersetzt.

### Kultur
- 1841: In Salzburg wird der Verein Dommusikverein und Mozarteum gegründet, die Wurzel des heutigen Mozarteums und des Mozarteumorchesters Salzburg.

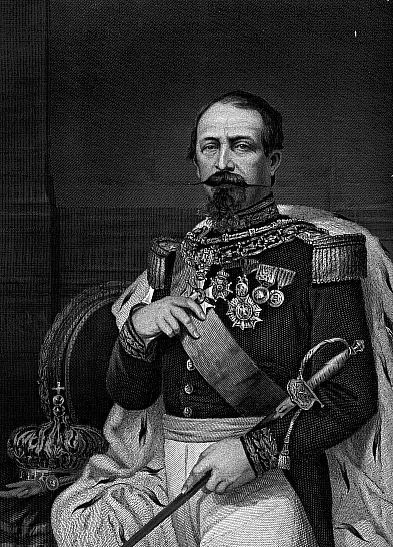
1863: Napoleon III.

- 1863: Nachdem Kritik an der rigiden Werkauswahl der Juroren des Salon de Paris laut geworden ist, lässt sich Kaiser Napoleon III. einen Teil der abgelehnten Werke vorführen. Er entscheidet in der Folge, dass die abgelehnten Werke in einem eigenen Salon des Refusés gezeigt werden sollen.
- 1939: Die FunkoperThe Old Maid and the Thief von Gian Carlo Menotti wird in der NBC erstmals ausgestrahlt.
- 1953: Bei den Internationalen Filmfestspielen von Cannes hat der Spielfilm Le Salaire de la peur (Lohn der Angst) von Henri-Georges Clouzot mit Yves Montand, Véra Clouzot und Peter van Eyck Premiere.

### Gesellschaft

1769: Madame du Barry

- 1769: Die aus ärmlichen Verhältnissen stammende Marie-Jeanne Bécu, comtesse du Barry wird von ihrem Mann mit einer gefälschten Geburtsurkunde am französischen Hof eingeführt. Als Madame du Barry ist sie bald Mätresse König Ludwigs XV.
- 1899: In Karlsruhe wird der Verein für Deutsche Schäferhunde gegründet, der sich im Laufe der Zeit zum weltweit größten Rassehundzuchtverein entwickelt.
- 1994: Mit der Festnahme von Arno Funke, der zuvor als anonymer Kaufhauserpresser Dagobert Schlagzeilen gemacht hat, endet einer der am längsten andauernden Erpressungsfälle in Deutschland.

### Religion

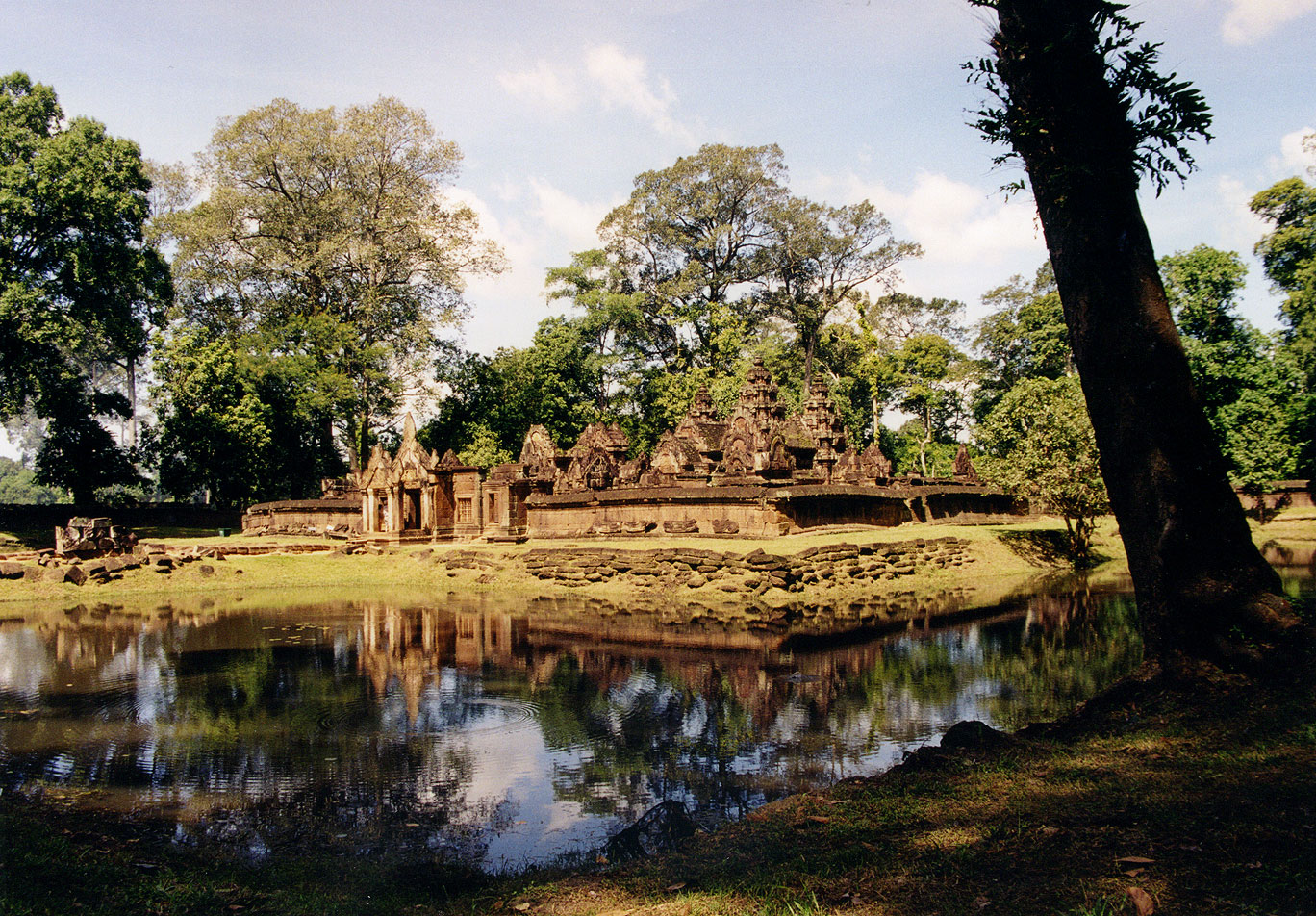
967: Der innere Bereich des Tempelareals des Banteay Srei

- 0967: In Angkor wird der Banteay Srei, einer der kunstvollsten Tempel der Region, zu Ehren des Gottes Shiva eingeweiht.

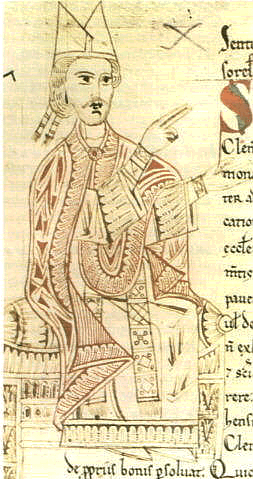
1073: Gregor VII.

- 1073: Bei der Beisetzung Papst Alexanders II. brechen wegen der Nachfolgefrage tumultartige Zustände in Rom aus, die in die Ausrufung von Hildebrand aus dem Geschlecht der Aldobrandeschi als Papst durch Volk und Klerus münden. Er nimmt den Namen Gregor VII. an und wird zwei Jahre später mit dem Dictatus Papae den Investiturstreit beginnen.
- 1121: Der Gegenpapst Gregor VIII. wird gefangen genommen und an Papst Calixt II. ausgeliefert. Er bleibt bis zu seinem Tod im Kerker.
- 1164: Nach dem Tod von Gegenpapst Viktor IV. wird Kardinal Guido von Crema auf Betreiben des Kanzlers Rainald von Dassel in Lucca von der kaiserlichen Partei als neuer Gegenpapst zu Alexander III. gewählt. Er nimmt den Namen Paschalis III. an.

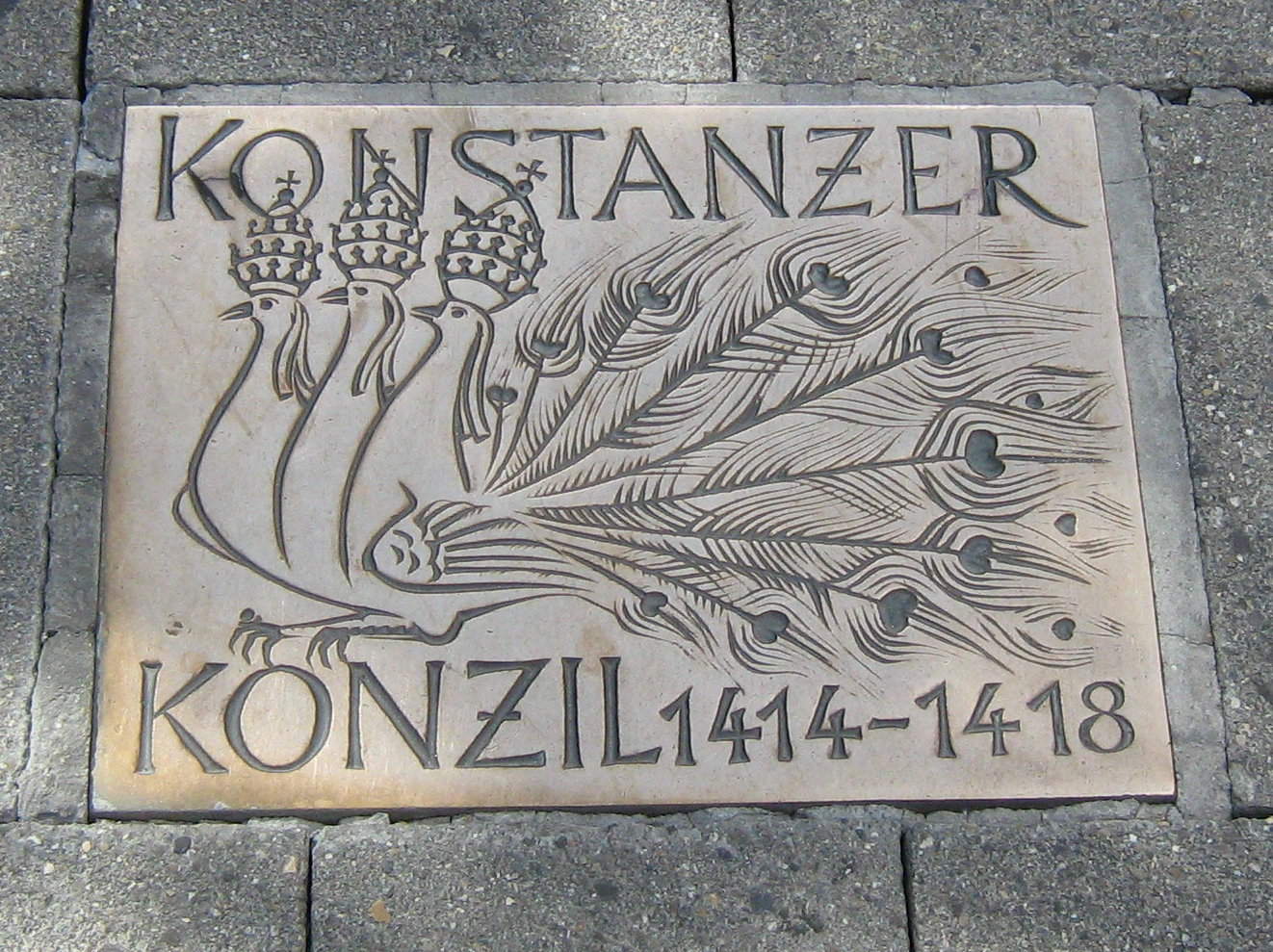
1418: Erinnerungstafel an das Konzil von Konstanz

- 1418: Das von Gegenpapst Johannes XXIII. und Kaiser Sigismund einberufene Konzil von Konstanz, auf dem Jan Hus verbrannt und mit der Wahl Martins V. das Abendländische Schisma beendet worden ist, geht zu Ende.

### Katastrophen
- 1709: Beim zweiten großen Stadtbrand in der Bautzener Geschichte wird die Stadt zum großen Teil zerstört.
- 1906: Der seit 4. April andauernde schwerste Ausbruch des Vesuv seit 1631 geht zu Ende. Er hat über 100 Menschen das Leben gekostet.
- 1974: Eine Boeing 707 der Pan American Airways prallt beim Landeanflug ca. 60 km nordwestlich vor dem Flughafen von Tinga-Tinga auf Bali, Indonesien, gegen einen Berg. Alle 107 Menschen an Bord von Pan-Am-Flug 812 kommen ums Leben.
- 1992: In Guadalajara, Mexiko, kommt es durch einen Funken zu einer Folge mehrerer schwerer Explosionen in der Kanalisation der Stadt, wobei die über den betroffenen Kanälen liegenden Straßen und die angrenzenden Gebäude zerstört oder schwer beschädigt werden. Über 200 Menschen werden getötet, Tausende obdachlos. Schon in den Wochen zuvor ist ein hochentzündliches Benzin-Luft-Gemisch in der Kanalisation festgestellt worden, das von den Verantwortlichen allerdings nicht ernst genommen worden ist.
- 2004: Im Bahnhof der nordkoreanischen Stadt Ryongchŏn kommt es zu einem schweren Zugunglück. Durch die Explosion eines mit Ammoniumnitrat beladenen Zuges werden über 160 Menschen getötet, etwa 1.300 verletzt und ungefähr 40 Prozent der Stadt zerstört.

2010: Die Deepwater Horizon in Brand

- 2010: Zwei Tage nach einer Explosion sinkt die von BP betriebene Bohrplattform Deepwater Horizon im Golf von Mexiko. Bis 16. Juli fließen täglich rund 5000 Barrel Rohöl ins Meer. Am 19. September erklärt die US-Regierung die Quelle offiziell für „tot“.

Kleinere Unglücksfälle sind in den Unterartikeln von Katastrophe und in der Liste von Katastrophen aufgeführt.

### Sport
- 1903: Jack Root wird durch einen Sieg über Charles „Kid“ McCoy in Detroit, Michigan, erster Boxweltmeister im Halbschwergewicht.

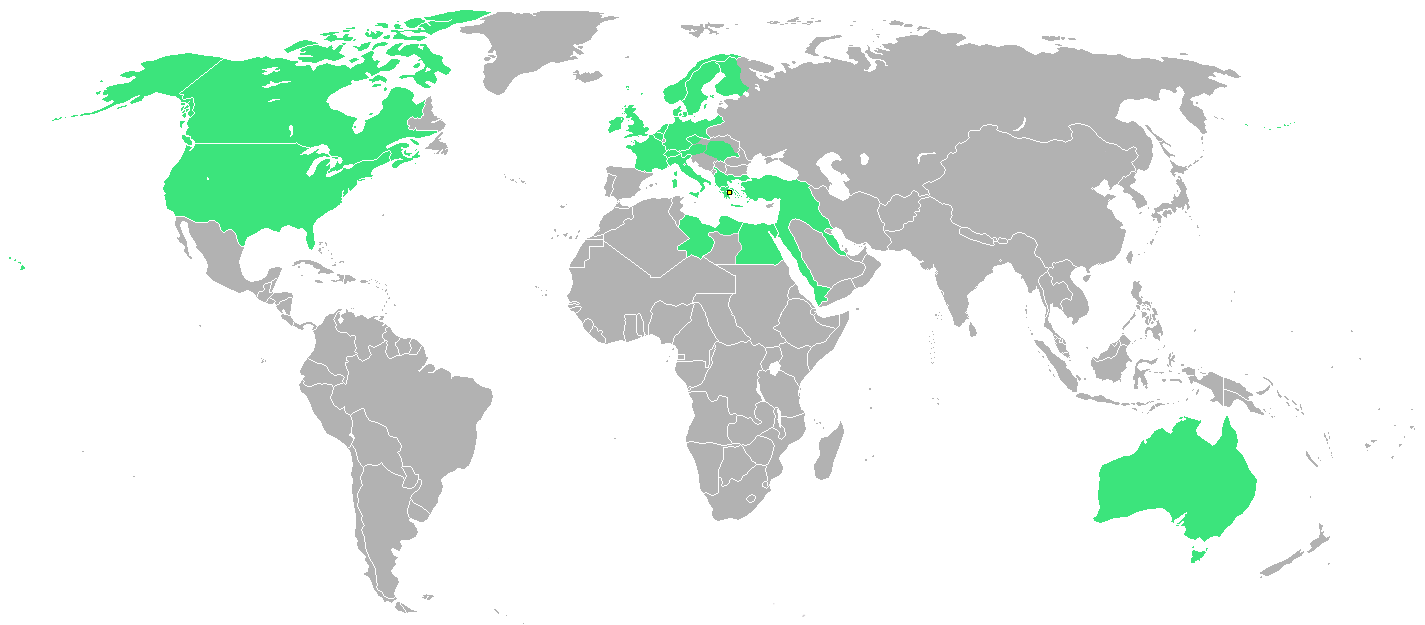
1906: Die an den Zwischenspielen teilnehmenden Nationen

- 1906: Kronprinz Konstantin von Griechenland eröffnet in Athen die Olympischen Zwischenspiele. Die bis zum 2. Mai dauernden Wettkämpfe werden vom Internationalen Olympischen Komitee bis heute nicht als offizielle Olympische Sommerspiele anerkannt.
- 1995: Axel Schulz verliert in Las Vegas den Kampf um die Box-Weltmeisterschaft im Schwergewicht in der IBF Division gegen den Titelträger George Foreman nach Punkten.
- 2001: Hasim Rahman gewinnt den Box-Weltmeistertitel im Schwergewicht gegen den klar favorisierten Titelträger Lennox Lewis in Carnival City, Südafrika, durch K. o.
- 2018: Der Franzose Arsène Wenger kündigt nach fast 22 Jahren seinen Abschied als Trainer des FC Arsenal am Ende der Saison 2017/18 an.

Einträge von Leichtathletik-Weltrekorden befinden sich unter der jeweiligen Disziplin unter Leichtathletik.

## Geboren

### Vor dem 18. Jahrhundert
- 0596: Kōtoku, japanischer Kaiser
- 1412: Reinhard III., Graf von Hanau
- 1444: Elizabeth of York, Herzogin von York
- 1451: Isabella I., Königin von Kastilien und Aragonien
- 1465: Hieronymus Dungersheim, deutscher Theologe, Rektor der Universität Leipzig
- 1518: Anton von Bourbon, Titularkönig von Navarra
- 1533: Georg von Khevenhüller, Kärntner Landeshauptmann
- 1535: Laura Martinozzi, Herzogin von Modena
- 1541: Philipp II., Landgraf von Hessen-Rheinfels
- 1542: Georg Rollenhagen, deutscher Schriftsteller, Pädagoge und Prediger
- 1592: Wilhelm Schickard, deutscher Mathematiker
- 1601: Karl Filip von Schweden, Herzog von Södermanland

- 1610: Alexander VIII., Papst

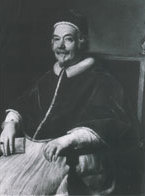
Papst Alexander VIII. (* 1610)

- 1619: Johann Wilhelm von Stubenberg, österreichischer Barockdichter und Übersetzer
- 1628: Georg Matthäus Vischer, österreichischer Topograf und Geistlicher
- 1634: Wolf von Lindenau, deutscher Rittergutsbesitzer und Amtshauptmann
- 1640: Soror Mariana Alcoforado, portugiesische Nonne und Schriftstellerin
- 1645: Christine von Baden-Durlach, Markgräfin von Brandenburg-Ansbach und Herzogin von Sachsen-Gotha-Altenburg
- 1658: Giuseppe Torelli, italienischer Barock-Violinist und Komponist
- 1690: John Carteret, 2. Earl Granville, britischer Diplomat und Politiker, Minister, Lord Lieutenant of Ireland
- 1696: Antoinette Amalie, Herzogin zu Braunschweig und Lüneburg, Fürstin von Braunschweig-Wolfenbüttel

### 18. Jahrhundert
- 1707: Henry Fielding, britischer Schriftsteller
- 1711: Paul II. Anton Esterházy de Galantha, österreichischer Kaiserlicher Feldmarschall

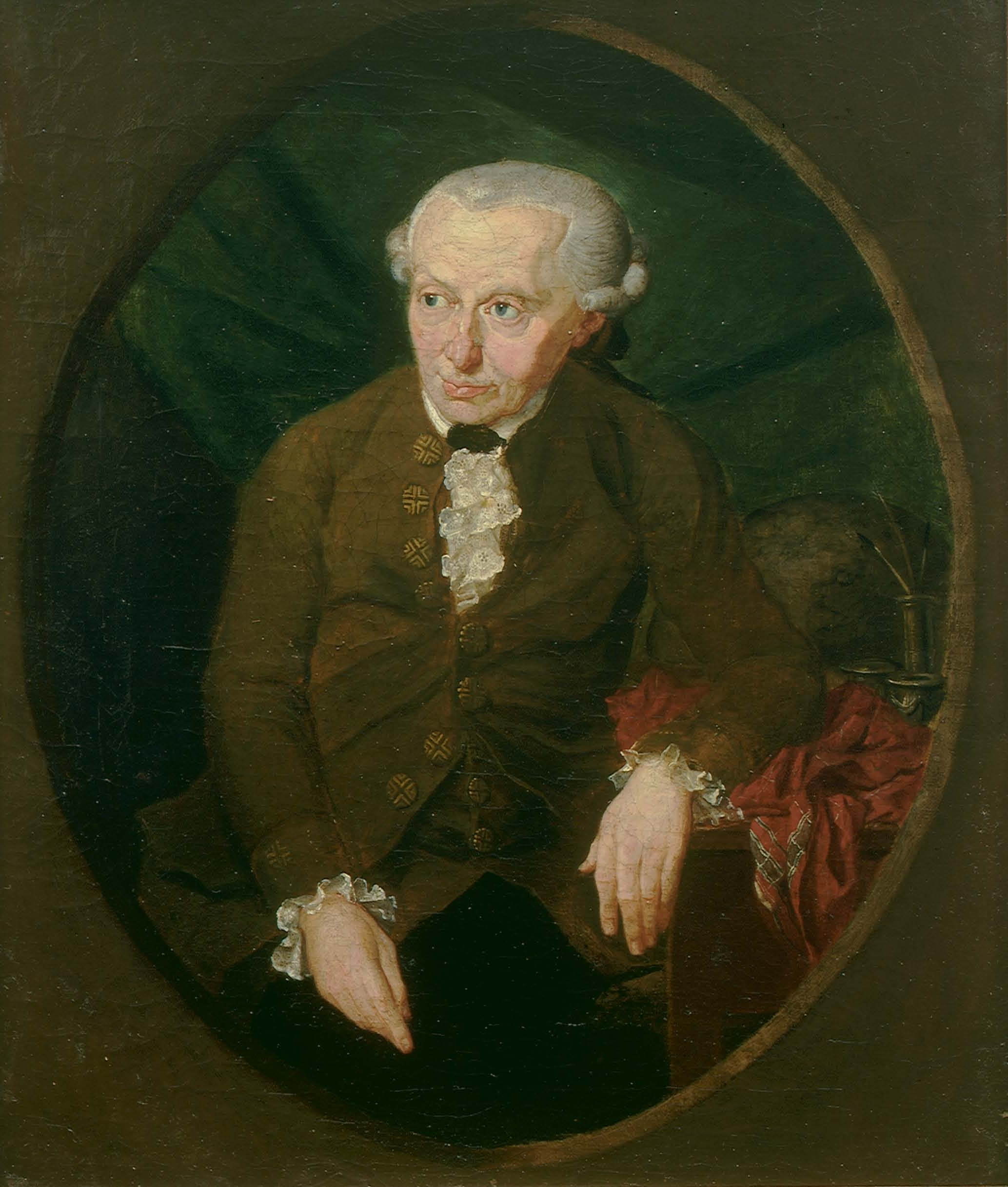
Immanuel Kant (* 1724)

- 1724: Immanuel Kant, deutscher Philosoph
- 1726: Johann Ludwig Schmidt deutscher Rechtswissenschaftler
- 1738: Anna Elisabeth Luise, Prinzessin von Brandenburg-Schwedt und von Preußen
- 1741: Urban Klieber, österreichischer Bildhauer
- 1744: Ernst Wilhelm Benjamin von Korckwitz, preußischer Beamter
- 1744: James Sullivan, US-amerikanischer Politiker, Gouverneur von Massachusetts
- 1751: Francis Scott, 2. Duke of Buccleuch, schottischer Adliger
- 1752: Georg Joachim Göschen, deutscher Verleger
- 1754: José Antonio Pavón y Jiménez, spanischer Botaniker
- 1755: Matthias Stumpf, Schweizer Maler und Kupferstecher
- 1756: Francisco Javier Castaños, spanischer General und Politiker
- 1757: Josef Mathias Grassi, österreichischer Historien- und Porträtmaler
- 1763: Magdalena Margaretha Tischbein, deutsche Blumenmalerin
- 1766: Obadiah German, US-amerikanischer Politiker, Senator
- 1766: Germaine de Staël, französische Schriftstellerin
- 1768: Friedrich David Gräter, deutscher Germanist, Begründer der wissenschaftlichen Nordistik in Deutschland
- 1772: George Cockburn, britischer Marineoffizier, Erster Seelord der Admiralität
- 1775: Georg Hermes, deutscher Theologe und Philosoph
- 1780: Henriette von Nassau-Weilburg, deutsche Adelige
- 1781: José de Madrazo y Agudo, spanischer Maler
- 1781: Friedrich Christian Hermann Uber, deutscher Komponist und Kreuzkantor in Dresden
- 1782: Karl Henrik Anckarswärd, schwedischer Offizier und Politiker
- 1792: Wilhelm Stern, deutscher Pädagoge
- 1795: Johann Friedrich Böhmer, deutscher Historiker
- 1796: Adolphe Crémieux, französischer Rechtsanwalt, Politiker und Journalist, Minister
- 1798: Louis Germond der Ältere, Schweizer Geistlicher
- 1800: Maria Francisca von Portugal, Infantin von Portugal und Spanien, Gräfin von Molina

### 19. Jahrhundert

#### 1801–1850
- 1805: Eugène Devéria, französischer Maler
- 1805: Johann Philipp Holzmann, deutscher Bauunternehmer, Gründer der späteren Philipp Holzmann AG
- 1808: Joseph Alexandre Martigny, französischer Archäologe
- 1811: Otto Hesse, deutscher Mathematiker
- 1812: Maria Kraftman, finnlandschwedische Schriftstellerin
- 1812: James Broun-Ramsay, 1. Marquess of Dalhousie, britischer Politiker
- 1813: Jørgen Moe, norwegischer Schriftsteller und Geistlicher

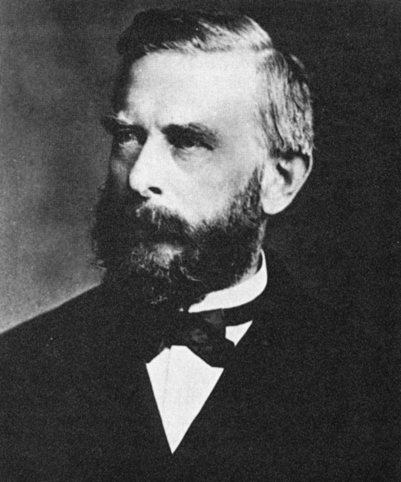
Wilhelm Peters (* 1815)

- 1815: Wilhelm Peters, deutscher Naturforscher und Zoologe, Anatom und Entdecker
- 1816: Philip James Bailey, britischer Dichter und Autor
- 1816: Charles Denis Bourbaki, französischer General
- 1817: Joseph August Adam, österreichischer Kapellmeister, Komponist und Tierpräparator
- 1817: Gideon von Krismanic, österreichischer Generalmajor
- 1818: Ferdinand Gumbert, deutscher Komponist, Gesangspädagoge und Musikkritiker
- 1820: Karl Twesten, deutscher Politiker und Jurist
- 1828: Guilherme Cossoul, portugiesischer Komponist
- 1839: August Wilhelm Eichler, deutscher Botaniker
- 1840: Hippolyte Balavoine, Schweizer evangelischer Geistlicher und Hochschullehrer
- 1840: Odilon Redon, französischer Maler
- 1846: Ernest Combe, französisch-schweizerischer Geistlicher und Hochschullehrer

#### 1851–1900
- 1851: Karl Börgemann, deutscher Architekt
- 1852: Wilhelm IV., Großherzog von Luxemburg und Herzog von Nassau
- 1853: Alphonse Bertillon, französischer Kriminalist und Anthropologe
- 1854: Henri La Fontaine, belgischer Jurist und Politiker
- 1854: Georg Froböß, deutscher evangelischer Geistlicher
- 1857: Johannes Gloël, deutscher evangelischer Geistlicher und Hochschullehrer
- 1859: Ferdinand Asmus, deutscher Heimatforscher und Genealoge
- 1859: Hermann Bendix, deutscher Pädagoge, Kantor und Komponist
- 1859: Friedrich Marx, deutscher Altphilolog

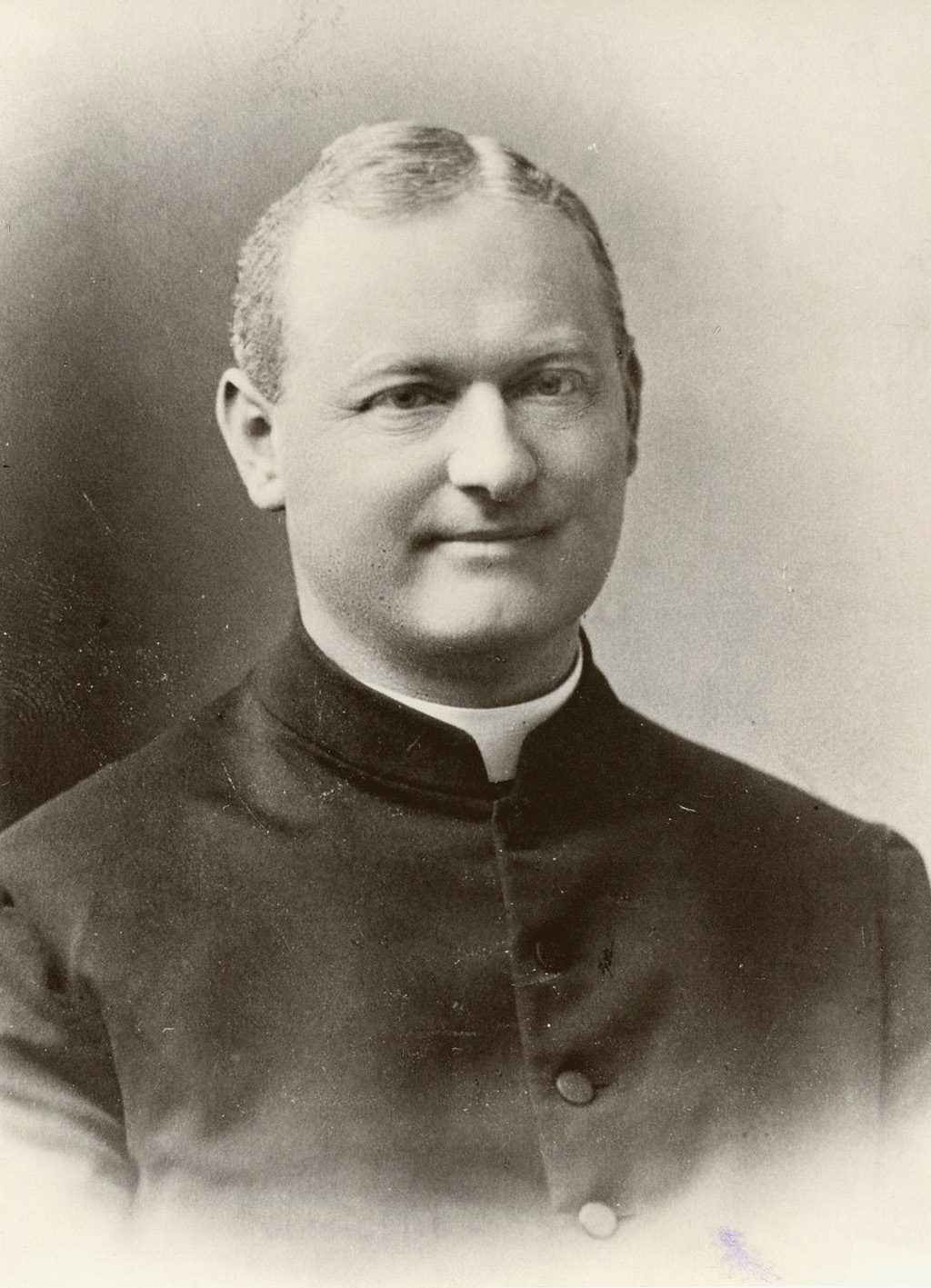
Filip Rězak (* 1859)

- 1859: Filip Rězak, sorbischer Pfarrer, Übersetzer und Wörterbuchautor
- 1859: Ottilie Roederstein, deutsch-schweizerische Malerin
- 1861: Emil Müller, österreichischer Mathematiker
- 1861: István Tisza, österreichisch-ungarischer Politiker und Ministerpräsident Ungarns
- 1866: Otto Gleim, deutscher Gouverneur von Kamerun
- 1866: Hans von Seeckt, deutscher Generaloberst und Militärberater
- 1867: Sir Littleton Ernest Groom, australischer Politiker
- 1867: Palle Rosenkrantz, dänischer Baron, Jurist, Autor, Übersetzer
- 1868: Franz Boschung, Schweizer Landwirt und Politiker
- 1868: Marie Valerie von Österreich, österreichische Kaisertochter
- 1868: Friedrich Münzer, deutscher klassischer Philologe
- 1868: José Vianna da Motta, portugiesischer Pianist, Klavierpädagoge und Komponist
- 1868: Friedrich Seetzen, deutscher Kommunalpolitiker und Konsistorialpräsident der evangelisch-lutherischen Landeskirche von Sachsen

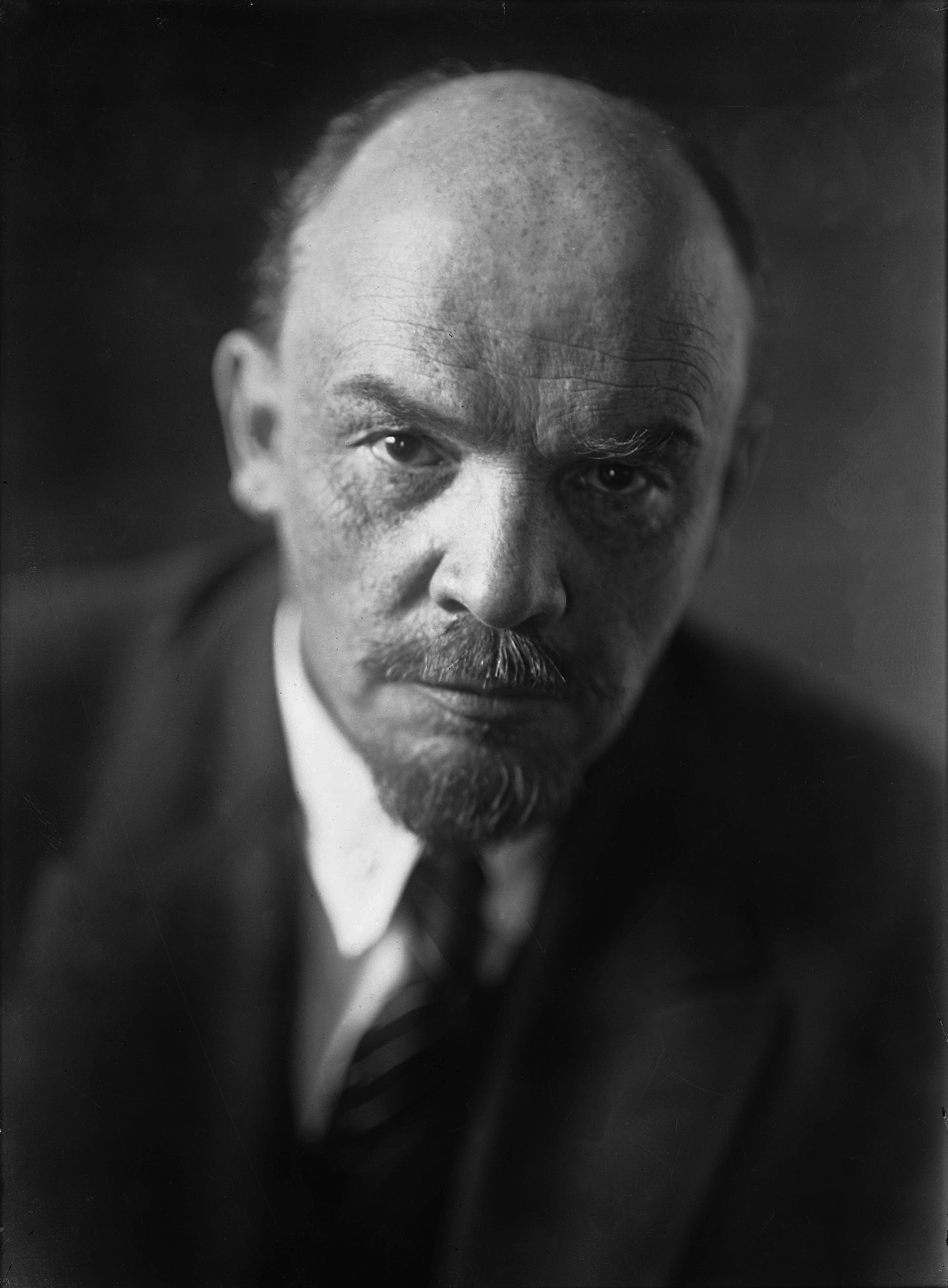
Wladimir Iljitsch Lenin (* 1870)

- 1870: Wladimir Iljitsch Lenin, russischer kommunistischer Politiker und Revolutionär, marxistischer Theoretiker, Partei- und Regierungschef
- 1872: Kurt Klamroth, deutscher Unternehmer
- 1872: Hans von Weber, deutscher Verleger und Kunstmäzen
- 1873: Luigi Lucheni, italienischer Anarchist
- 1875: Johann Baptist Umberg, Schweizer Jesuit und Hochschullehrer
- 1876: Robert Bárány, österreichischer Neurobiologe und Mediziner, Nobelpreisträger
- 1876: Ole Edvart Rølvaag, norwegisch-US-amerikanischer Schriftsteller
- 1877: Hermann Albert Hesse, deutscher reformierter Theologe
- 1879: Otto Krafft, deutscher Bauingenieur
- 1880: Otto Schoele, deutscher Jurist und Bankmanager
- 1883: Magdalena Heinroth, deutsche Zoologin
- 1885: Isidor Alfred Amreich, österreichischer Gynäkologe
- 1887: Harald Bohr, dänischer Mathematiker
- 1887: Paul Rodemann, deutscher Journalist, Verleger und Abgeordneter der Weimarer Nationalversammlung
- 1888: Carlo Agostini, Erzbischof, Kardinal und Patriarch von Venedig
- 1889: Richard Glücks, deutscher General der SS und Waffen-SS, leitender Inspekteur der Konzentrationslager
- 1889: Ludwig Renn, deutscher Schriftsteller
- 1890ː Elisabeth Binz-Winiger, Schweizer Frauenrechtlerin
- 1891: Belle Bennett, US-amerikanische Schauspielerin
- 1891: George Enacovici, rumänischer Komponist
- 1891: Vittorio Jano, italienischer Automobilkonstrukteur
- 1891: Harold Jeffreys, britischer Mathematiker, Geophysiker und Astronom
- 1892: Heinrich Gerns, deutscher Politiker, MdB
- 1894: Georg Ulrich Handke, deutscher Minister für Innerdeutschen Handel und Außenhandel der DDR
- 1894: Erwin Schloss, deutscher evangelischer Geistlicher
- 1895: František Korte, tschechischer Komponist
- 1896: Max Ludwig, deutscher Bobfahrer
- 1896: Carel van Wankum, niederländischer Ruderer
- 1898: Martin Loibl, deutscher Politiker, MdB
- 1899: Erich Häßler, deutscher Kindermediziner
- 1899: Vladimir Nabokov, russisch-amerikanischer Schriftsteller, Literaturwissenschaftler und Schmetterlingsforscher
- 1900: Peter von Agris, deutscher Unternehmer, Kommunalpolitiker und ehrenamtlicher Landrat

### 20. Jahrhundert

#### 1901–1925
- 1903: Daphne Akhurst, australische Tennisspielerin
- 1903: Margaret Miller Brown, kanadische Pianistin und Musikpädagogin
- 1903: Karl Eberhard Schöngarth, deutscher Jurist, General der SS und der Polizei, Gestapo und SD Befehlshaber, Kriegsverbrecher
- 1904: Pino Bernasconi, Schweizer Jurist und Politiker
- 1904: Robert Oppenheimer, US-amerikanischer Physiker, Vater der Atombombe
- 1904: Peter Pewas, deutscher Filmregisseur und Werbegrafiker
- 1906: Eddie Albert, US-amerikanischer Schauspieler
- 1906: Anna Maria Bieganowski, deutsche Politikerin
- 1907: Martin Weis, deutscher Politiker
- 1908: Károly Aszlányi, ungarischer Schriftsteller, Dramatiker und Journalist
- 1909: Gerhard Außner, deutscher Politiker

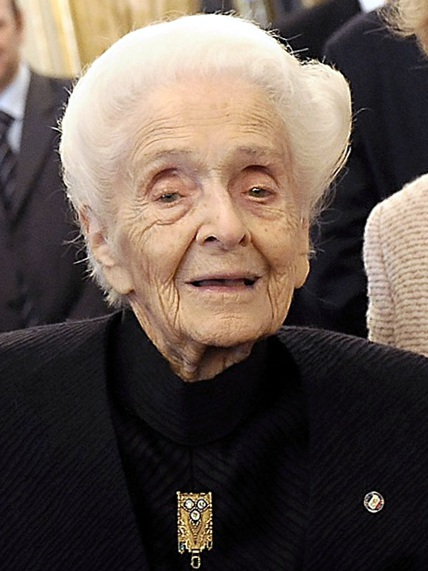
Rita Levi-Montalcini (* 1909)

- 1909: Rita Levi-Montalcini, italienische Neurologin und Neurobiologin, Nobelpreisträgerin
- 1909: Ruth Liepman, deutsche Juristin und Literaturagentin
- 1909: Jan Sehn, polnischer Jurist deutscher Herkunft
- 1909: Benny Thomasson, US-amerikanischer Fiddlespieler
- 1911: Fritz Lamerdin, deutscher Forstbeamter
- 1912: Helmut Artzinger, deutscher Politiker
- 1912: Elisabeth Baumeister-Bühler, deutsche Bildhauerin und Medailleurin
- 1912: Kathleen Ferrier, britische Opernsängerin
- 1912: Shindō Kaneto, japanischer Filmregisseur und Drehbuchautor
- 1913: Bruno Tesch, deutscher Widerstandskämpfer, NS-Opfer
- 1914: Hans Baumann, deutscher Lyriker, Liedschreiber, Schriftsteller und Übersetzer
- 1914: Baldev Raj Chopra, indischer Filmregisseur und Produzent
- 1914: Sigurður Sigurðsson, isländischer Leichtathlet
- 1914: Michael Wittmann, deutscher SS-Offizier und Panzerkommandant
- 1915: José María Arizmendiarrieta, spanischer Priester
- 1916: Julian Asquith, 2. Earl of Oxford and Asquith, britischer Diplomat und Kolonialadministrator

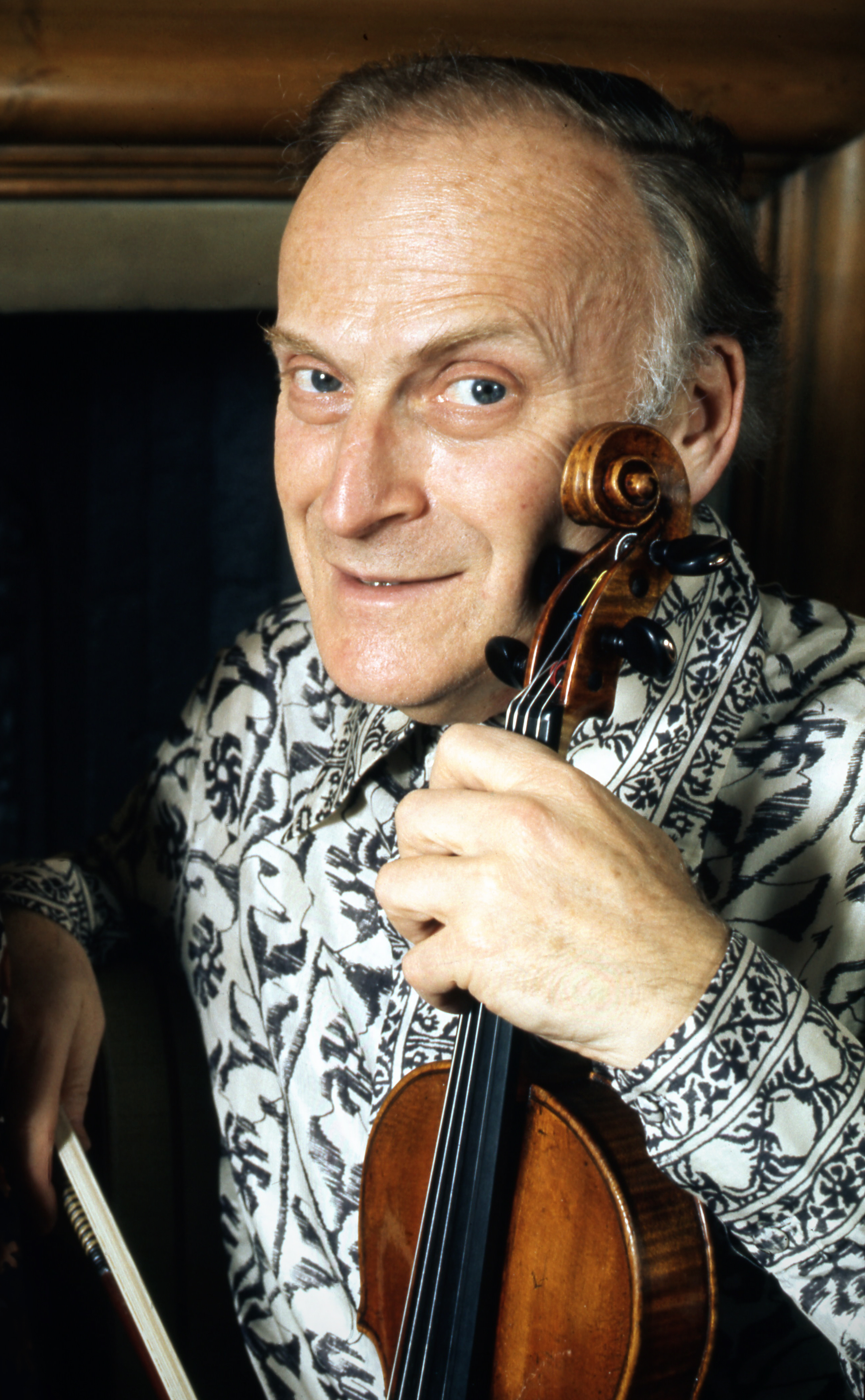
Yehudi Menuhin (* 1916)

- 1916: Yehudi Menuhin, US-amerikanisch-britischer Violinist und Dirigent
- 1917: Leo Abse, britischer Anwalt aus Wales, Politiker, Abgeordneter, Autor und Aktivist für die Rechte von Homosexuellen
- 1917: Åke Magnus Andersson, schwedischer Fußballspieler
- 1917: Erik Arnberger, österreichischer Kartograf
- 1917: Sidney Nolan, australischer Maler und Grafiker
- 1917: Erna Steuri, Schweizer Skirennfahrerin
- 1918: Solomon Aaron Berson, US-amerikanischer Mediziner
- 1919: Tālivaldis Ķeniņš, kanadischer Komponist und Musikpädagoge lettischer Herkunft
- 1920: Ida Kühnel, deutsche Leichtathletin
- 1920: Hal March, amerikanischer Komiker und Schauspieler
- 1921: Cándido Camero, kubanischer Perkussionist
- 1921: Gabby Pahinui, hawaiischer Steel-Gitarrist
- 1922: Elden C. Bailey, US-amerikanischer Perkussionist und Musikpädagoge
- 1922: Angelika Hurwicz, deutsche Schauspielerin
- 1922: Truus van Lier, niederländische Widerstandskämpferin gegen den und Opfer des Nationalsozialismus
- 1922: Charles Mingus, US-amerikanischer Jazzmusiker
- 1923: Vratislav Effenberger, tschechischer Literaturtheoretiker
- 1923: Paula Fox, US-amerikanische Schriftstellerin
- 1923: Bettie Page, US-amerikanisches Fotomodell
- 1923: Aaron Spelling, US-amerikanischer Film- und Fernsehproduzent
- 1924: Elvira Eisenschneider, deutsche Widerstandskämpferin gegen den und Opfer des Nationalsozialismus
- 1924: George Smith, US-amerikanischer Bluesmusiker
- 1925: Hans Arnold, schweizerisch-schwedischer Animator und Illustrator
- 1925: George Cole, britischer Schauspieler
- 1925: Amparo Montes, mexikanische Sängerin

#### 1926–1950
- 1926: Harald Leipnitz, deutscher Schauspieler
- 1926: Berthold Nordmann, deutscher Fußballspieler
- 1926: James Stirling, britischer Architekt
- 1927: Laurel Aitken, kubanischer Sänger und Songwriter
- 1927: Pascal Bentoiu, rumänischer Komponist
- 1927: Alfred Struwe, deutscher Schauspieler

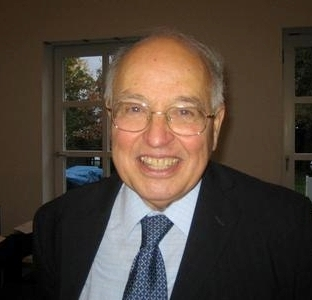
Michael Francis Atiyah (* 1929)

- 1929: Michael Francis Atiyah, britischer Mathematiker
- 1929: Guillermo Cabrera Infante, kubanisch-britischer Schriftsteller und Filmkritiker
- 1929: Erkki Junkkarinen, finnischer Sänger
- 1929: Otohiko Kaga, japanischer Schriftsteller
- 1929: John Nicks, britischer Eiskunstläufer und Eiskunstlauftrainer, Weltmeister
- 1929: Kazue Shinkawa, japanische Lyrikerin
- 1930ː Alice Darr, US-amerikanische Jazzmusikerin und Songwriterin
- 1932: Roque Ablan Jr., philippinischer Politiker
- 1932: Michael Colgrass, US-amerikanischer Komponist und Perkussionist
- 1932ː Aino Pervik, estnische Schriftstellerin
- 1932: Isao Tomita, japanischer Musiker und Komponist
- 1933: Mark Damon, US-amerikanischer Schauspieler und Filmproduzent
- 1933: Rötger Groß, deutscher Politiker, MdB, MdL, Landesminister
- 1935: Paul Chambers, US-amerikanischer Jazz-Bassist
- 1935: W. S. Holland, US-amerikanischer Schlagzeuger
- 1935: Rita Johnston, kanadische Politikerin, Premierministerin von British Columbia
- 1936: C. D. B. Bryan, US-amerikanischer Autor und Journalist
- 1936: Glen Campbell, US-amerikanischer Country-Sänger
- 1936: Michael Höltzel, deutscher Hornist und Musikprofessor
- 1936: Dieter Kronzucker, deutscher Journalist und Moderator
- 1937: Manolo Juárez, argentinischer Komponist
- 1937: Jack Nicholson, US-amerikanischer Schauspieler
- 1937: Jack Nitzsche, US-amerikanischer Pianist und Komponist
- 1939: Jaroslav Krček, tschechischer Komponist und Dirigent
- 1939: Jason Anthony Miller, US-amerikanischer Schauspieler und Dramatiker
- 1939: Juri Scharow, sowjetischer Fechter, Weltmeister, Olympiasieger

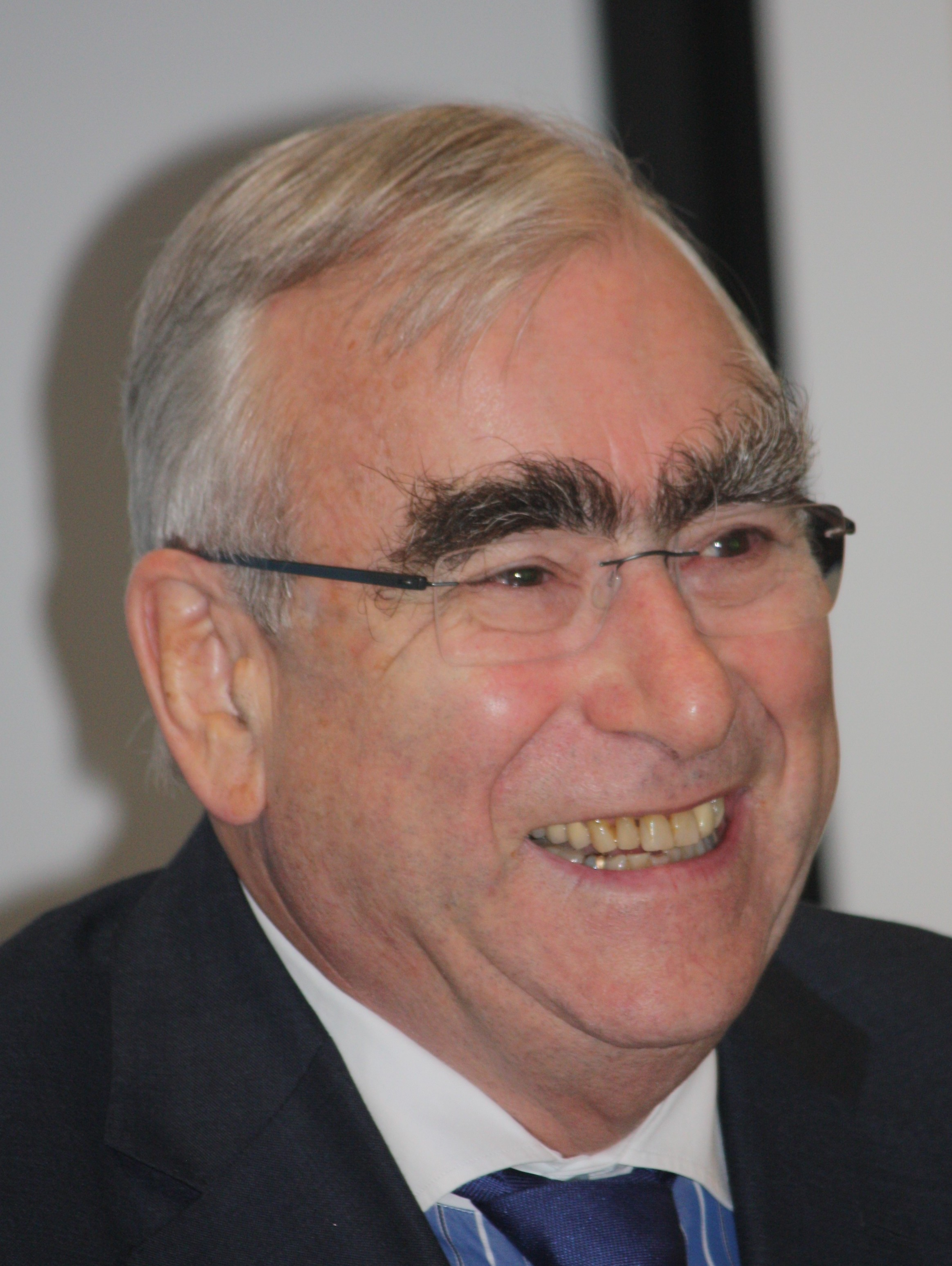
Theo Waigel (* 1939)

- 1939: Theo Waigel, deutscher Jurist und Politiker, MdB, CSU-Vorsitzender, Bundesminister
- 1940: Harro Miller, deutscher Fußballtrainer
- 1940: Berndt Seite, deutscher Politiker, MdL, Ministerpräsident von Mecklenburg-Vorpommern
- 1941: Hans Robert Hansen, deutsch-österreichischer Wirtschaftswissenschaftler und -informatiker
- 1941: Dieter Kaufmann, österreichischer Komponist, Dirigent und Regisseur
- 1941: Amir Pnueli, israelischer Informatiker
- 1941: Michael Schulte, deutscher Schriftsteller und literarischer Übersetzer
- 1942: Giorgio Agamben, italienischer Philosoph

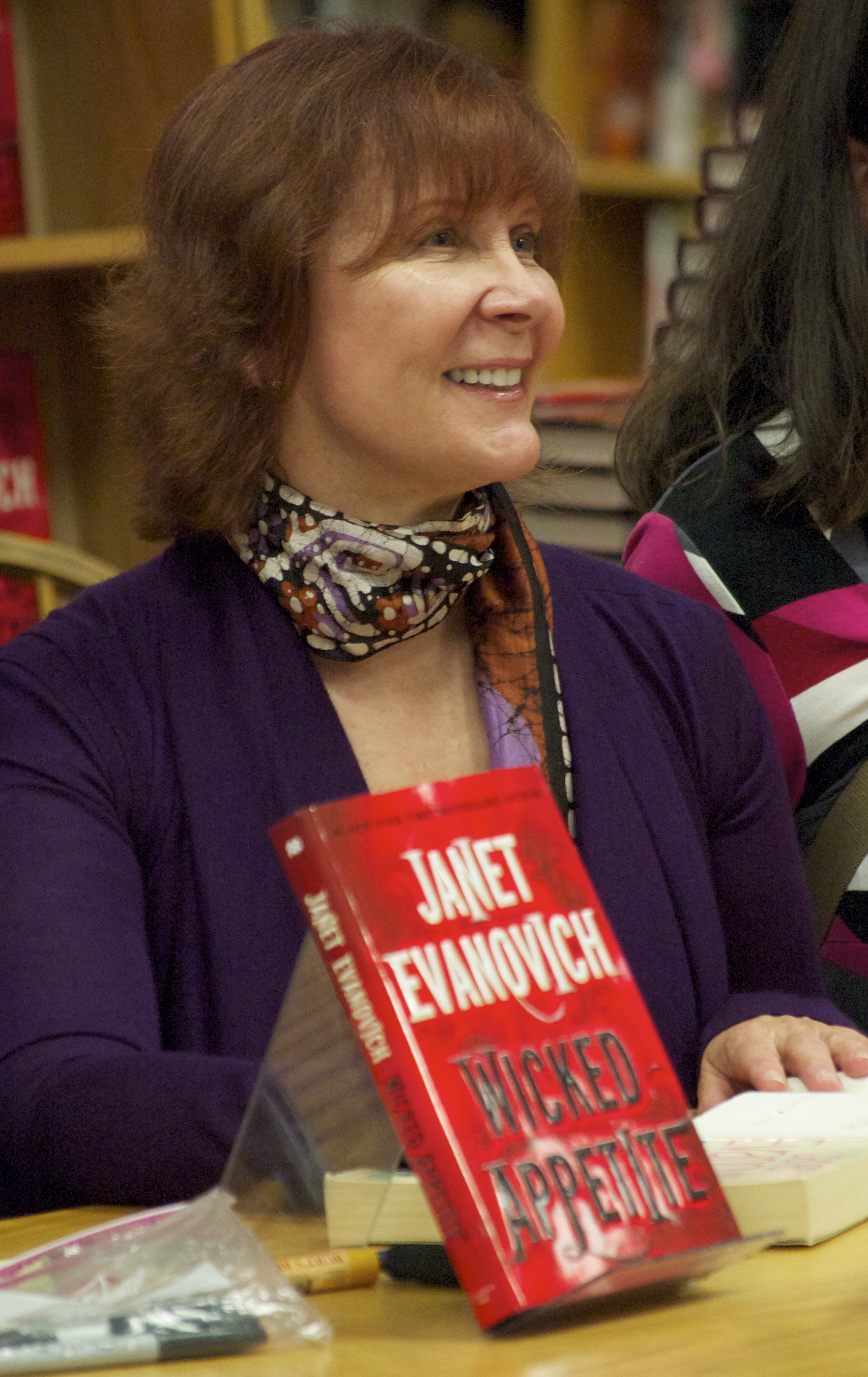
Janet Evanovich (* 1943)

- 1943: Janet Evanovich, US-amerikanische Schriftstellerin und Bestsellerautorin
- 1943: Louise Glück, US-amerikanische Lyrikerin und Essayistin, Nobelpreisträgerin
- 1943: Gerhard Prinzing, deutscher Skirennläufer
- 1944: Steve Fossett, US-amerikanischer Flugpionier und Regattasegler
- 1944: Jörg Mattheis, deutscher Leichtathlet
- 1944: Joshua Rifkin, US-amerikanischer Dirigent und Musikwissenschaftler
- 1945: Norbert Irtel, deutscher Fußballspieler

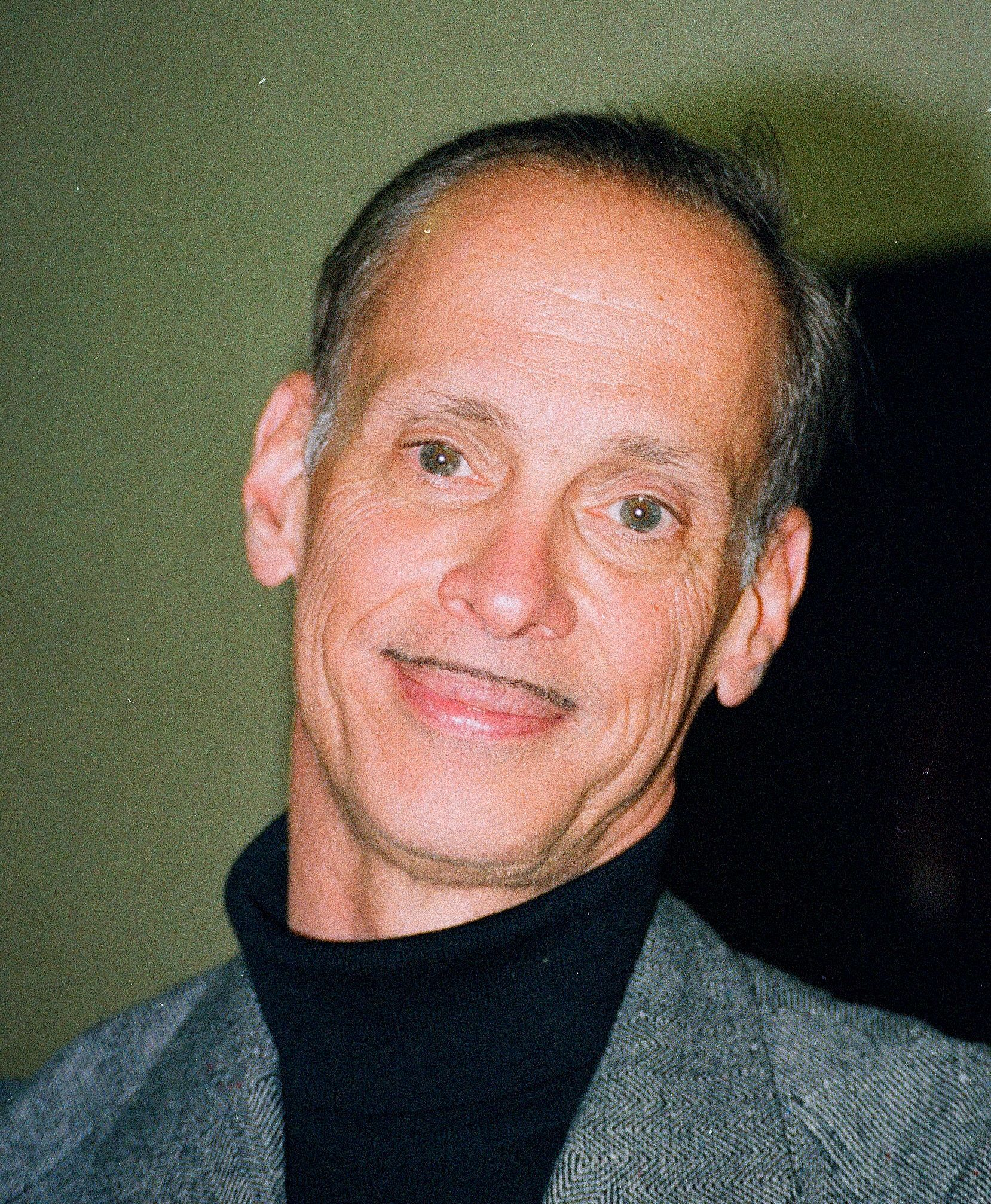
John Waters (* 1946)

- 1946: John Waters, US-amerikanischer Filmregisseur
- 1947: Barry Guy, britischer Kontrabassist
- 1947: Cornelius Horan, irischer Priester
- 1947ː Beverly Johnson, US-amerikanische Bergsteigerin und Abenteurerin
- 1947: Paul Köchli, Schweizer Radrennfahrer und Radsportfunktionär
- 1948: Ġorġ Abela, maltesischer Politiker, Staatspräsident
- 1948: Jewgeni Arschanow, sowjetischer Mittelstreckenläufer, Olympiamedaillengewinner

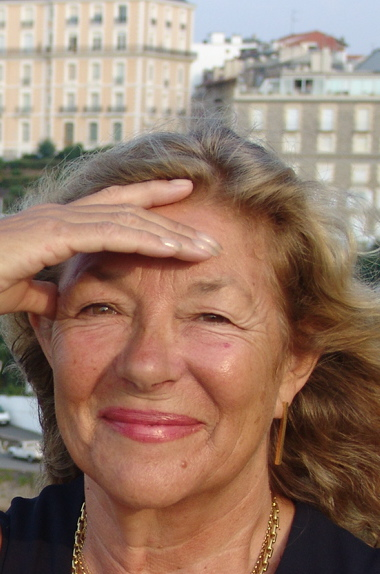
Carol Drinkwater (* 1948)

- 1948: Carol Drinkwater, britische Schauspielerin und Autorin
- 1948: Jutta Barth, deutsche bildende Künstlerin
- 1949: Spencer Haywood, US-amerikanischer Basketballspieler
- 1949: Heinrich Kemper, deutscher Politiker, MdL
- 1950: Hans Berger, deutscher Manager
- 1950: Robert Elswit, US-amerikanischer Kameramann
- 1950: Peter Frampton, britischer Rockmusiker

#### 1951–1975
- 1951: Robin Bartlett, US-amerikanische Schauspielerin
- 1951: Paul Carrack, britischer Songschreiber, Sänger, Keyboarder und Gitarrist
- 1951: Vladimír Špidla, tschechischer Politiker

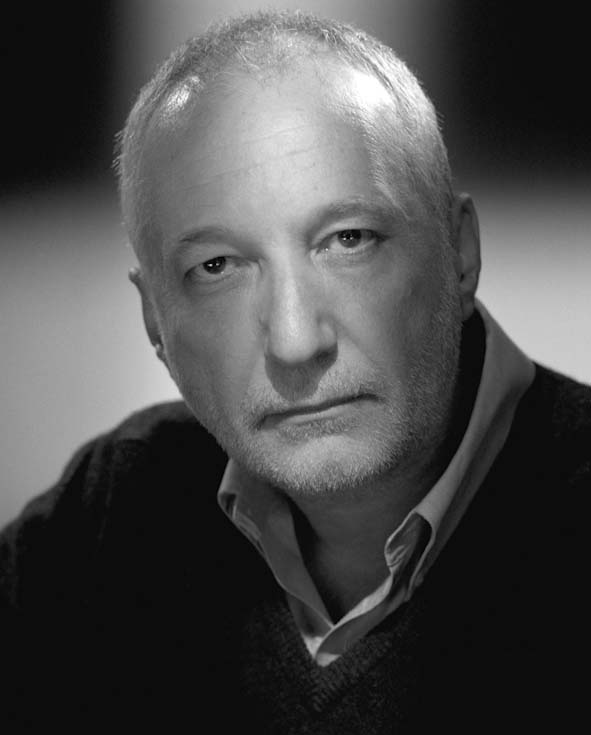
François Berléand (* 1952)

- 1952: François Berléand, französischer Schauspieler
- 1952: Marilyn Chambers, US-amerikanische Pornodarstellerin
- 1952: Dave Mancini, US-amerikanischer Perkussionist, Musikpädagoge und Komponist
- 1952: Alfons Karl Zwicker, Schweizer Komponist und Pianist
- 1953ː Hilde Barz-Malfatti, deutsche Architektin und Hochschulprofessorin
- 1953: Thommie Bayer, deutscher Schriftsteller, Musiker und Maler
- 1953: Tom Lysiak, kanadischer Eishockeyspieler
- 1953: Alain Oreille, französischer Rallyefahrer
- 1953: Wolfgang Scheuring, deutscher Fußballspieler
- 1954: Ulla Burchardt, deutsche Politikerin
- 1954: Kamla Persad-Bissessar, Premierministerin von Trinidad und Tobago
- 1955: Carlo Brunner, Schweizer Komponist und Kapellmeister
- 1955: Shree Baboo Chekitan Servansing, mauritischer Diplomat und Mitglied des WTO Appellate Body
- 1955: Reinhold Fischer, deutscher Fußballspieler
- 1955: Bärbel Rust, deutsche Politikerin, MdB
- 1956: Joseph Kofi Adda, ghanaischer Minister
- 1956: Jukka-Pekka Saraste, finnischer Dirigent
- 1956: Bruce A. Young, US-amerikanischer Schauspieler
- 1957: Michi Gaigg, österreichische Dirigentin und Geigerin
- 1957: Glenn Monroig, puerto-ricanischer Cantautor

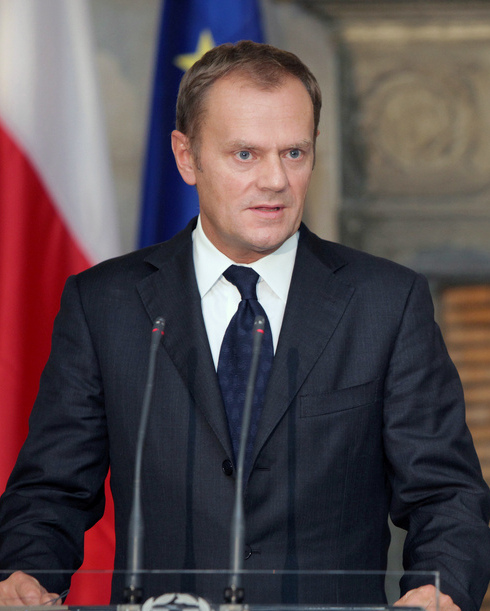
Donald Tusk (* 1957)

- 1957: Donald Tusk, polnischer Politiker, Ministerpräsident
- 1958: Kurt Erlemann, deutscher Theologe
- 1958: Simone Frost, deutsche Schauspielerin
- 1958: Ken Olandt, US-amerikanischer Schauspieler und Filmproduzent
- 1958: Oleh Rybatschuk, ukrainischer Politiker
- 1959: Francis Castaing, französischer Radrennfahrer
- 1959: Peter Druschel, deutscher Informatiker
- 1959: Martin Ebel, deutscher Eishockeyspieler
- 1959: Susanne Herold, deutsche Politikerin
- 1959: Ryan Stiles, US-amerikanischer Schauspieler
- 1960: Beate Finckh, deutsche Schauspielerin
- 1960: Michael Gahler, Europaabgeordneter
- 1960: Petter Ølberg, norwegischer Diplomat
- 1960: Rolf Sethe, deutscher Jurist
- 1961: Flemming Hansen, dänischer Handballspieler
- 1961: Jeff Hostetler, US-amerikanischer American-Football-Spieler
- 1961: Markus Spanier, deutscher Geistlicher und römisch-katholischer Theologe
- 1963: Blanca Fernández Ochoa, spanische Skirennläuferin
- 1964: Jean-Luc Addor, Schweizer Politiker
- 1964: Olaf Besser, deutscher Fußballspieler
- 1964: Massimo Carrera, italienischer Fußballspieler und -trainer
- 1964: Barbora Hrzánová, tschechische Schauspielerin und Sängerin
- 1964: Rógvi Johansen, dänischer Radrennfahrer
- 1964: Frank Kortan, deutscher Maler
- 1964: Konstantin Ritter, liechtensteinische Skilangläufer
- 1964: Hajo Schumacher, deutscher Journalist und Autor
- 1965: Clarissa Ahlers, deutsche Juristin, Journalistin und Fernsehmoderatorin
- 1966: Edi Köhldorfer, österreichischer Gitarrist, Komponist, Arrangeur und Buchautor

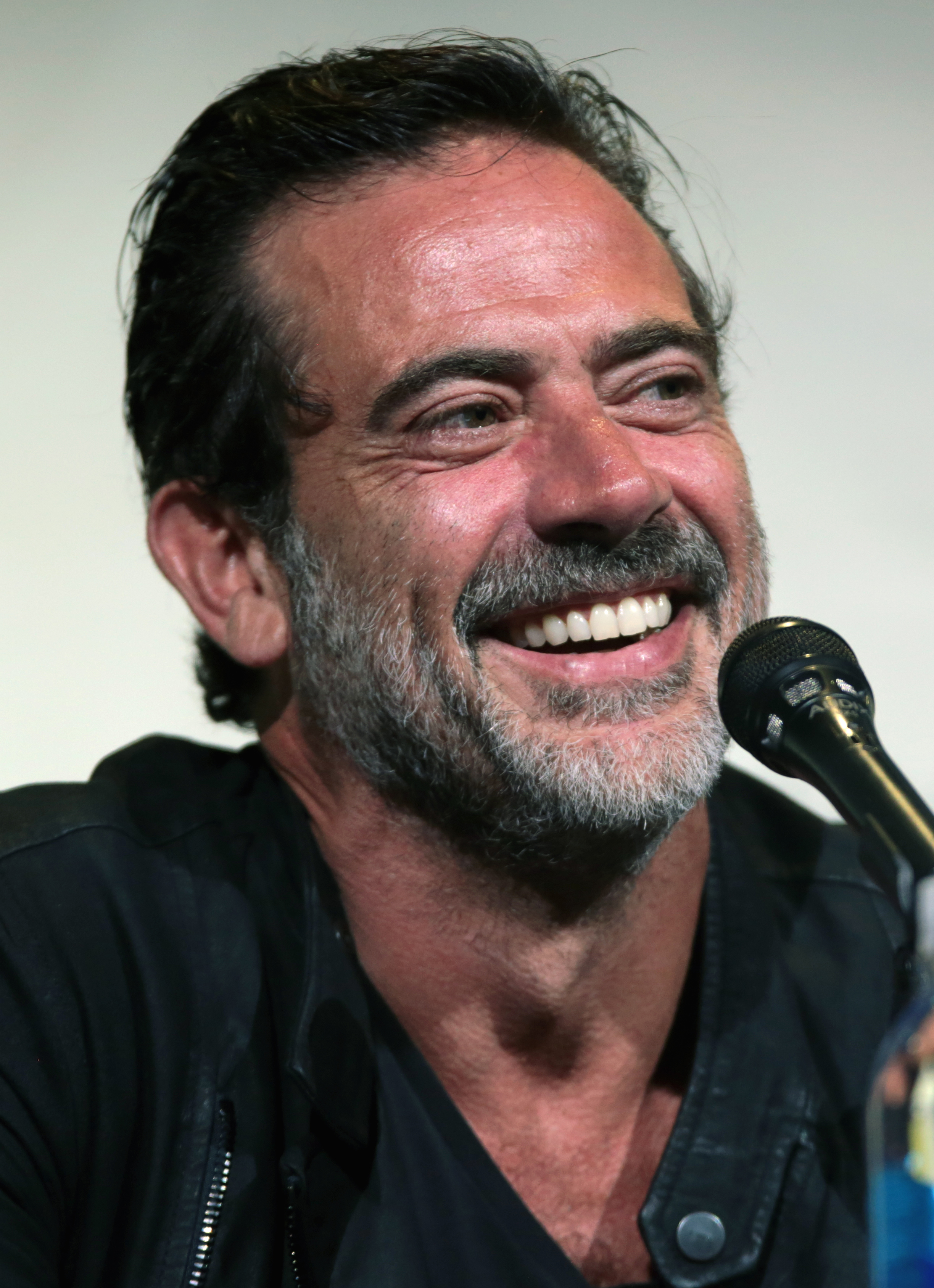
Jeffrey Dean Morgan (* 1966)

- 1966: Jeffrey Dean Morgan, US-amerikanischer Schauspieler
- 1966: Jörgen Persson, schwedischer Tischtennisspieler
- 1967: Loreta Asanavičiūtė, Todesopfer der Demonstrationen für die Freiheit und Unabhängigkeit Litauens
- 1967: Mike Buck, US-amerikanischer American-Football-Spieler
- 1967: Bart Bowen, US-amerikanischer Radrennfahrer
- 1967: Sheryl Lee, US-amerikanische Schauspielerin
- 1967: Brian J. Nelson, US-amerikanischer Komponist
- 1967: Kristi Terzian, US-amerikanische Skirennläuferin
- 1968: Mike Bell, US-amerikanischer Baseballspieler
- 1968: Peter Weber, Schweizer Schriftsteller
- 1968: Zarley Zalapski, kanadischer Eishockeyspieler
- 1969: Ina Rudolph, deutsche Schauspielerin und Autorin

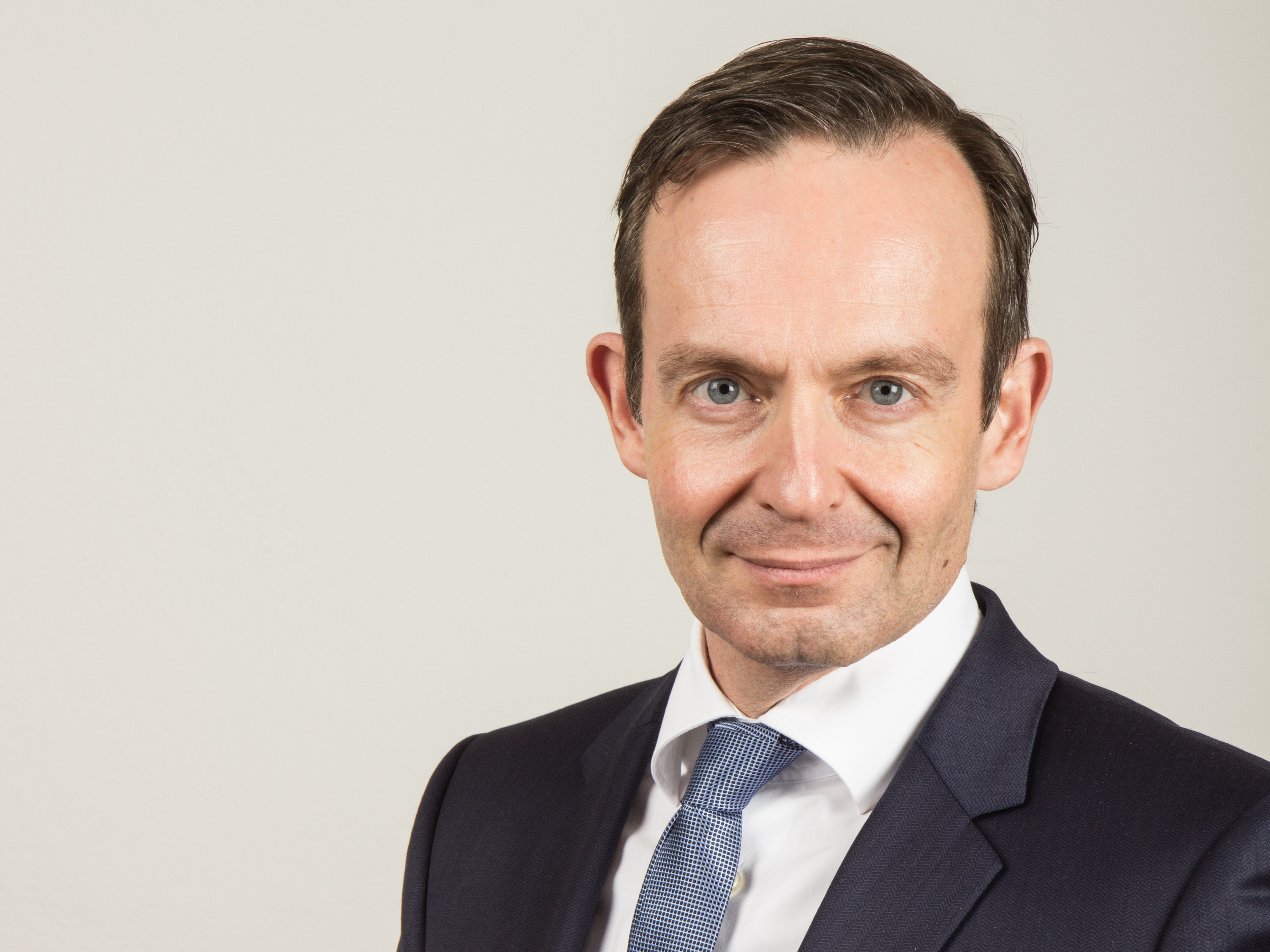
Volker Wissing (* 1970)

- 1970: Volker Wissing, deutscher Politiker, MdB
- 1971: Volker Strübing, deutscher Schriftsteller, Liedermacher und Trickfilmer
- 1971: Josia Thugwane, südafrikanischer Marathonläufer
- 1972: Sabine Appelmans, belgische Tennisspielerin
- 1972: Anna Falchi, italienische Filmschauspielerin und Fotomodell
- 1972: Radwan Yasser, ägyptischer Fußballspieler
- 1973: Pablo Aguilar, argentinischer Schauspieler und Drehbuchautor
- 1973: Max Herre, deutscher Musiker
- 1974: Chetan Bhagat, indischer Schriftsteller
- 1974: Teddy Nordling, finnischer Handballspieler
- 1974: Shavo Odadjian, US-amerikanischer Bassist (System Of A Down)
- 1975: Raymond Kalla, Kameruner Fußballspieler
- 1975: Greg Moore, kanadischer Rennfahrer
- 1975: Paolo Ruberti, italienischer Automobilrennfahrer
- 1975: Carlos Sastre, spanischer Radrennfahrer

#### 1976–2000
- 1976: Christian Wilhelmi, deutscher Schachspieler
- 1976: Michał Żewłakow, polnischer Fußballspieler

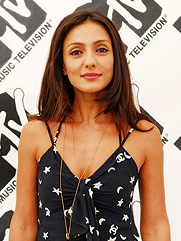
Ambra Angiolini (* 1977)

- 1977: Ambra Angiolini, italienische Filmschauspielerin
- 1977: Alexei Michailowitsch Bassow, russischer Automobilrennfahrer
- 1977: Sabine Egger, österreichische Skirennläuferin
- 1977: Robert Hunter, südafrikanischer Radrennfahrer
- 1977: Anthony Lurling, niederländischer Fußballspieler
- 1977: Yonatan Nir, israelischer Dokumentarfilmregisseur, Produzent und Fotojournalist
- 1977: Mark van Bommel, niederländischer Fußballspieler
- 1978: Jagoba Arrasate, spanischer Fußballspieler und -trainer
- 1978: Ida Auken, dänische Theologin und Politikerin
- 1978: Manu Intiraymi, US-amerikanischer Film- und Theaterschauspieler
- 1978: Marc Pircher, österreichischer Musiker
- 1978: Daniela Preuß, deutsche Schauspielerin
- 1978: Esteban Tuero, argentinischer Automobilrennfahrer
- 1979: Scott Davis, australischer Radrennfahrer
- 1979: Alena Housová, tschechische Skibobfahrerin
- 1979: Daniel Johns, australischer Musiker (Silverchair)
- 1979: Lisa Wagner, deutsche Schauspielerin
- 1980: Alexander Dück, deutscher Eishockeyspieler
- 1980: Nicole Grimaudo, italienische Schauspielerin
- 1980: Andrea Jansen, Schweizer Fernsehmoderatorin
- 1980: Nicolas Leblanc, französischer Fußballspieler
- 1980: Nazanin Aghakhani, persische Dirigentin und Komponistin
- 1981: Attila Hildmann, deutscher Kochbuchautor, Verschwörungstheoretiker
- 1981: Jessica Tatti, deutsche Politikerin
- 1981: Linda Teuteberg, deutsche Politikerin
- 1982: Benjamin Giezendanner, Schweizer Unternehmer und Politiker

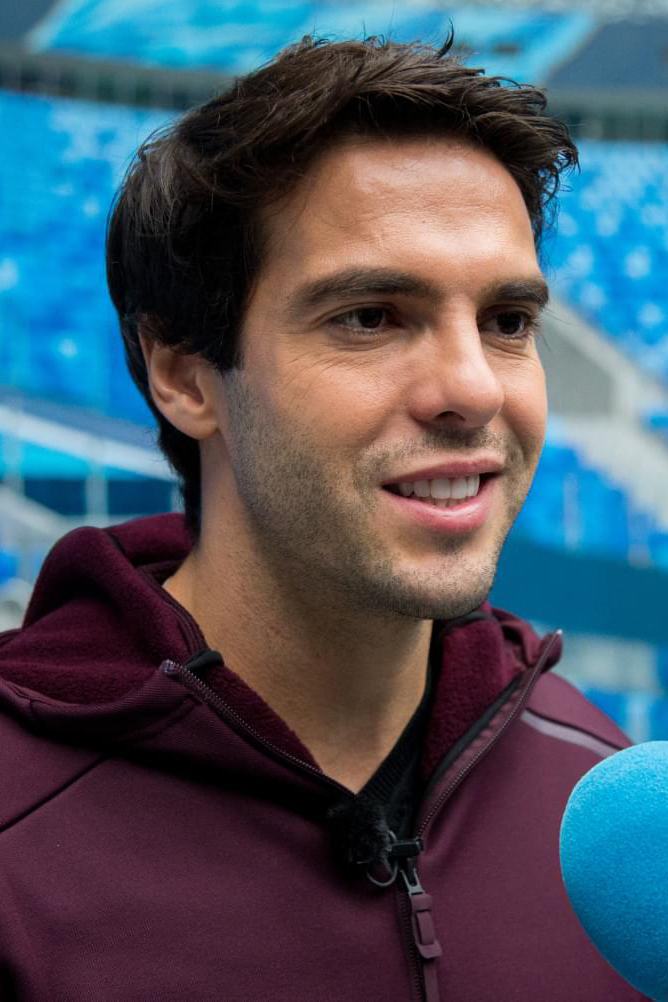
Kaká (* 1982)

- 1982: Kaká, brasilianischer Fußballspieler
- 1982: Patrick Lindsey, US-amerikanischer Autorennfahrer und Unternehmer
- 1982: Cassidy Freeman, US-amerikanische Schauspielerin und Musikerin
- 1982: Christina Rohde, deutsche Handballspielerin
- 1983: Francis Capra, US-amerikanischer Schauspieler
- 1983: André Genz, deutscher Handballspieler
- 1983: Alexander Hübe, deutscher Handballspieler
- 1985: Aytaç Ak, türkischer Fußballspieler
- 1985: Philipp Danne, deutscher Schauspieler
- 1985: Patrick Heinrich, deutscher Schauspieler
- 1985: Christopher Lamprecht, deutscher Fußballspieler
- 1986: Wiktor Igorewitsch Faisulin, russischer Fußballspieler

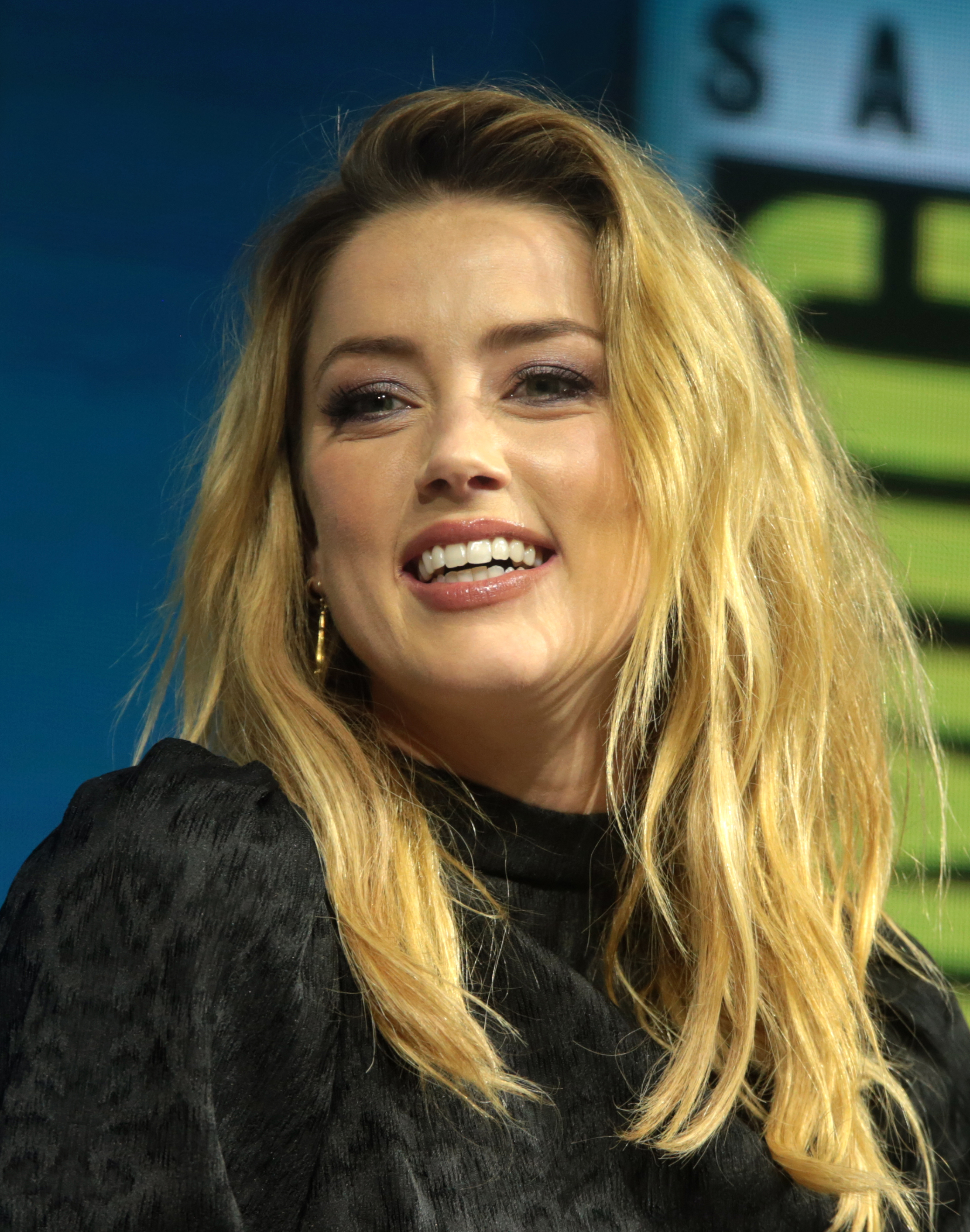
Amber Heard (* 1986)

- 1986: Amber Heard, US-amerikanische Schauspielerin
- 1986: André Herrmann, deutscher Slam-Poet, Blogger, Autor und Kolumnist
- 1986: Justin Pogge, kanadischer Eishockeyspieler

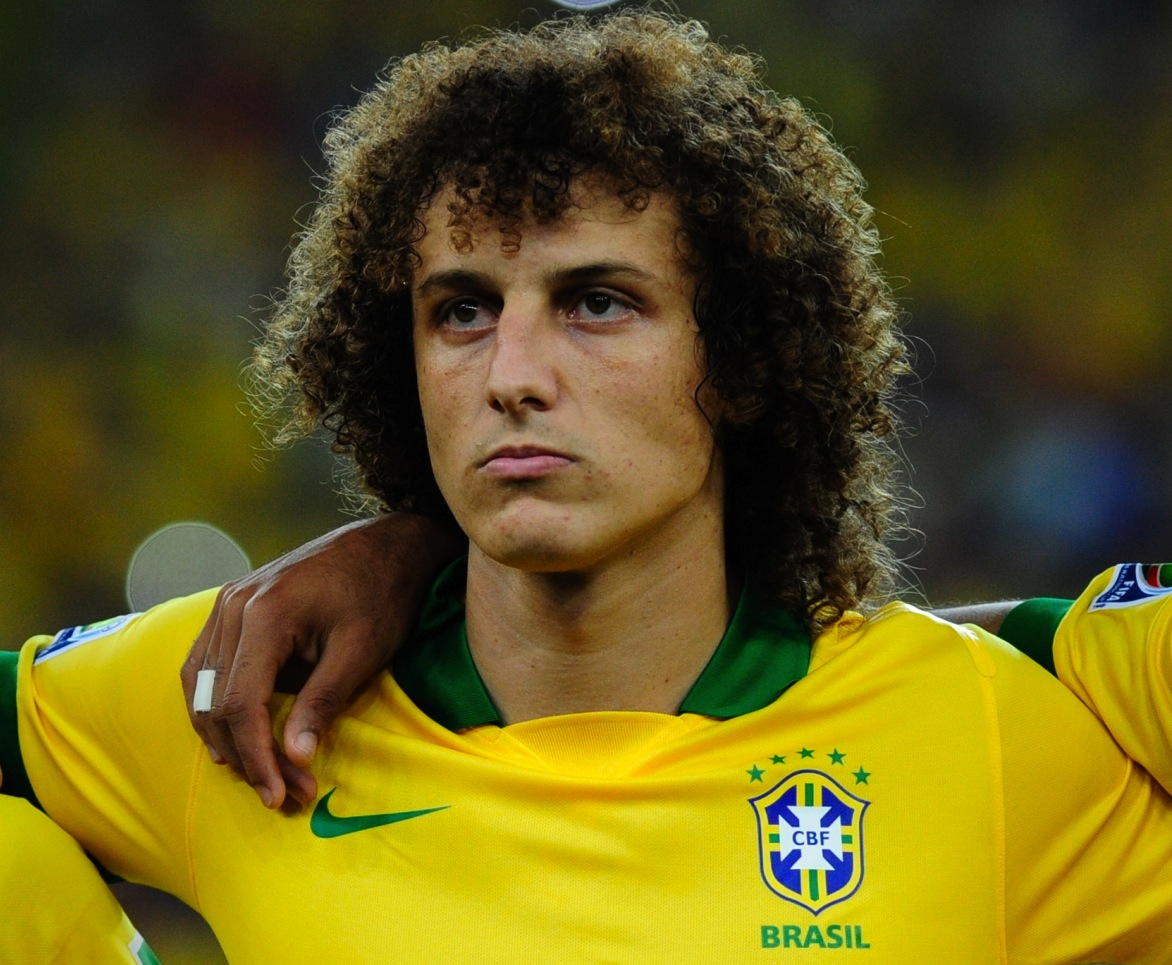
David Luiz (* 1987)

- 1987: David Luiz, brasilianischer Fußballspieler
- 1987: John Obi Mikel, nigerianischer Fußballspieler
- 1988: Nedim Hasanbegović, bosnisch-herzegowinischer Fußballspieler
- 1989: Aron Gunnarsson, isländischer Fußballspieler
- 1989: DeJuan Blair, US-amerikanischer Basketballspieler
- 1989: Jasper Cillessen, niederländischer Fußballspieler
- 1989: James McClean, irischer Fußballspieler
- 1990: Nils Dresrüsse, deutscher Handballspieler
- 1991: Sofía Arreola, mexikanische Radrennfahrerin
- 1991: André Auras, senegalesisch-französischer Fußballspieler
- 1991: Leonie Benesch, deutsche Schauspielerin
- 1991: La’Vere Corbin-Ong, englisch-kanadischer Fußballspieler
- 1993: Sonja Frey, österreichische Handballspielerin
- 1994: Nils Quaschner, deutscher Fußballspieler
- 1994: Xenia Smits, deutsche Handballspielerin
- 1995: Catherine Bott, neuseeländische Fußballspielerin
- 1996: Mala Emde, deutsche Schauspielerin
- 1996: Adrian Pertl, österreichischer Skirennläufer
- 1997: Joël Eisenblätter, deutscher Kinderdarsteller
- 1997: Yannick Hölzl, deutscher Handballspieler
- 1997: Jill Roord, niederländische Fußballspielerin
- 1999: Charlotte Voll, deutsche Fußballspielerin

### 21. Jahrhundert
- 2003: Wiktorija Sergejewna Lasarenko, russische Freestyle-Skierin
- 2003: Casper Stevenson, britischer Autorennfahrer

## Gestorben

### Vor dem 18. Jahrhundert
- 0296: Cajus, Bischof von Rom
- 0536: Agapitus I., Papst
- 0835: Kūkai, buddhistischer Mönch in Japan
- 0849: Altfried, Bischof von Münster
- 1179: Humfried II. von Toron, Vasall und Beamter des Königreichs Jerusalem
- 1208: Philipp von Poitou, englischer Prälat
- 1221: Hermann II., Graf von Ravensberg
- 1253: Elias von Cortona, zweiter Generalminister der Franziskaner
- 1259: Adolf IV., Graf von Berg
- 1322: Johann II., Herzog von Sachsen-Lauenburg
- 1355: Eleonore von England, Tochter von Eduard II. von England
- 1407: Olivier V. de Clisson, französischer Feudalherr und Militär, Connétable von Frankreich
- 1442: Roland von Uutkercke, niederländischer Adliger, Herr von Heemstede, Hogenbrouck, Heestert und Hemsrode
- 1459: Johannes IV., Kaiser und Großkomnene von Trapezunt
- 1467: Maria von Twer, Großfürstin von Moskau
- 1489: Elisabeth von Hessen, Gräfin von Nassau-Weilburg
- 1500: Hans III., Herr zu Rodenstein
- 1501: Domenico della Rovere, Kardinal der katholischen Kirche
- 1513: Pierre I. de Rohan, französischer Adeliger, Diplomat und Marschall von Frankreich
- 1545: Ludwig X., Herzog von Bayern
- 1551: Christoph I., Graf von Ortenburg
- 1562: François II. de Tournon, Erzbischof von Lyon

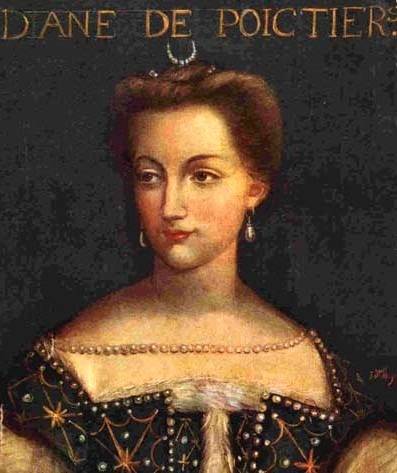
Diana von Poitiers († 1566)

- 1566: Diana von Poitiers, Mätresse Heinrichs II. von Frankreich
- 1587: Matthias Colerus, deutscher Rechtswissenschaftler
- 1596: Meinhard von Schönberg, kurpfälzischer Feldmarschall und Amtmann
- 1607: Francesco Piccolomini, italienischer Philosoph

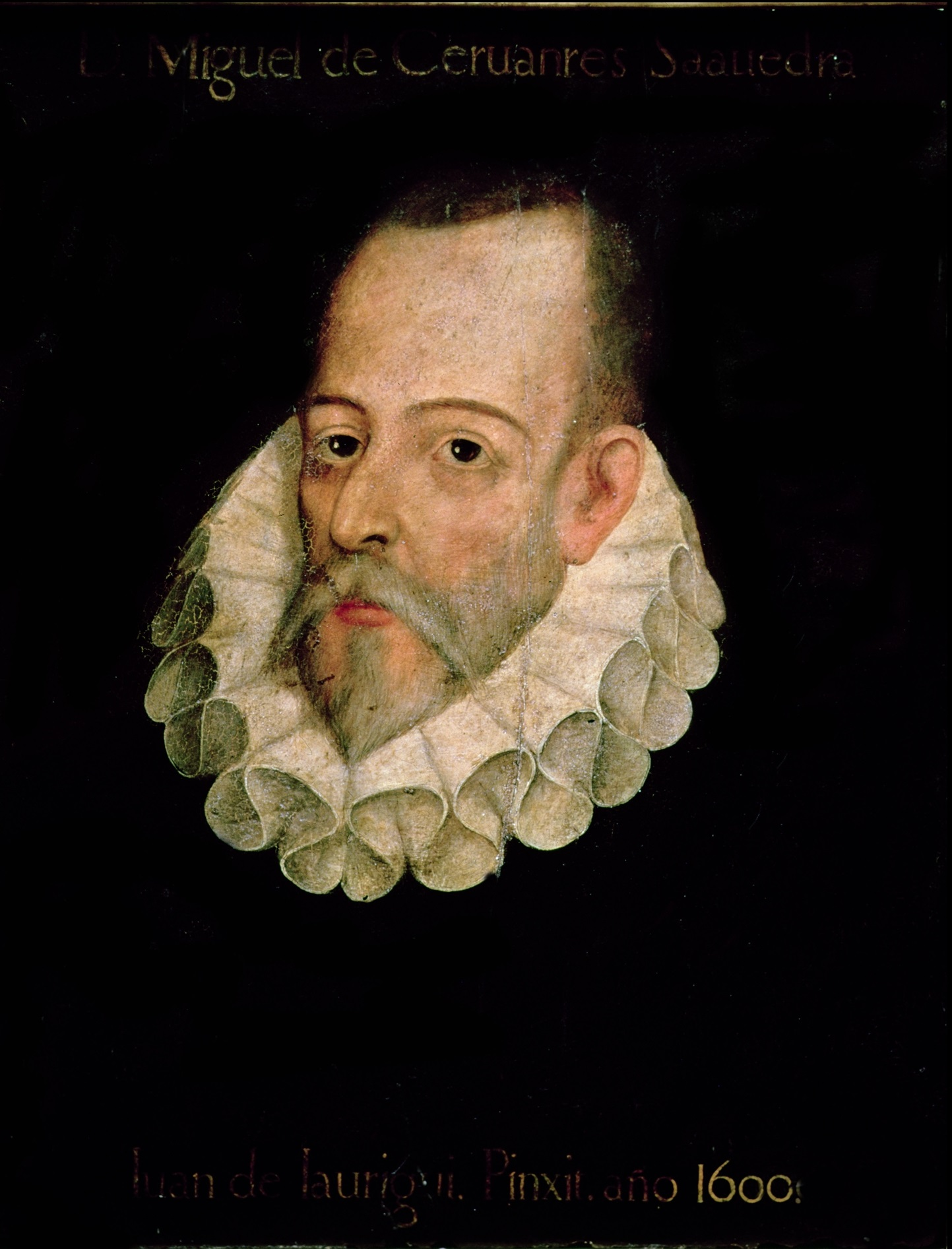
Miguel de Cervantes († 1616)

- 1616: Miguel de Cervantes, spanischer Autor (Don Quijote)
- 1638: Johann Jakob Ulrich, Schweizer evangelischer Geistlicher und Hochschullehrer
- 1648: Alonso Rodriguez, italienischer Maler
- 1649: Marcos de Torres y Rueda, spanischer Bischof der katholischen Kirche und Vizekönig von Neuspanien
- 1650: Stephan Hansen Stephanius, dänischer Philologe und Historiker
- 1669: Friedrich Wilhelm II., Herzog von Sachsen-Altenburg
- 1672: Georg Stiernhielm, schwedischer Schriftsteller
- 1674: Michael Gottschald, erzgebirgischer Hammerherr
- 1677: Wenzel Eusebius von Lobkowicz, böhmischer Adeliger und Politiker sowie Herzog von Sagan
- 1678: Sebastiano Mazzoni, italienischer Maler
- 1679: Giovanni Battista Passeri, italienischer Maler und Kunstschriftsteller
- 1692: Tomás Antonio de la Cerda y Aragón, spanischer Offizier, Kolonialverwalter und Vizekönig von Neuspanien
- 1699: Hans Aßmann Freiherr von Abschatz, deutscher Barocklyriker

### 18. Jahrhundert
- 1721: Karl Friedrich, Fürst von Anhalt-Bernburg
- 1722: Heinrich Pipping, deutscher lutherischer Theologe und Oberhofprediger in Dresden
- 1724: Theodor Zwinger III., Basler Mediziner
- 1729: Louis Pécour, französischer Tänzer und Choreograf
- 1731: Johann Josef von Waldstein, tschechischer Adliger und Mäzen
- 1734: Louis Nicolas de Neufville, duc de Villeroy, Pair von Frankreich
- 1747: Johann Michael Stumm, deutscher Orgelbauer
- 1751: Francis Scott, 2. Duke of Buccleuch, schottischer Adliger
- 1760: Agostino Maria Neuroni, Bischof von Como
- 1762: Johann Philipp Graumann, braunschweig-wolfenbüttelischer Experte des Geld- und Münzwesens
- 1772: Marie Duronceray, französische Schauspielerin und Schriftstellerin, Gattin von Charles-Simon Favart

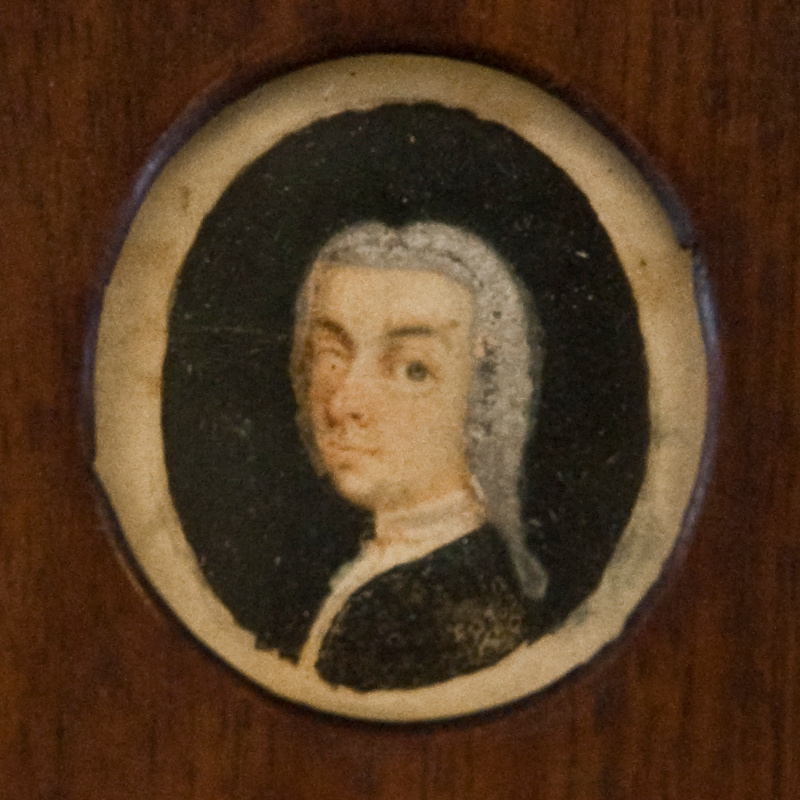
Johann Adolf Scheibe († 1776)

- 1776: Johann Adolf Scheibe, deutsch-dänischer Komponist
- 1777: Christiana Büsching, deutsche Lyrikerin
- 1782: Josef Seger, böhmischer Komponist
- 1784: Franz Adolf von Anhalt-Bernburg-Schaumburg-Hoym, preußischer General
- 1792: Michael Leuckart, deutscher Buchdrucker
- 1794: Georg Philipp Dohlhoff, Apotheker und Bürgermeister der Pfälzer Kolonie in Magdeburg
- 1794: Isaac René Guy Le Chapelier, französischer Politiker
- 1794: Chrétien-Guillaume de Lamoignon de Malesherbes, französischer Staatsmann, Minister und Verteidiger Ludwigs XVI.
- 1798: Sebastian Seemiller, deutscher katholischer Theologe
- 1800: Johann Ludwig Ambühl, Schweizer Verwaltungsbeamter und Schriftsteller
- 1800: Karl Wilhelm Hennert, deutscher Forstmann

### 19. Jahrhundert
- 1806: Pierre de Villeneuve, französischer Admiral
- 1812: Viktor II. Karl Friedrich, Fürst von Anhalt-Bernburg-Schaumburg-Hoym
- 1814: Samuel Allyne Otis, US-amerikanischer Politiker
- 1830: Miguel Domínguez, mexikanischer Beamter und Politiker
- 1831: Jean-Joseph Girard, Schweizer römisch-katholischer Geistlicher
- 1832: Wilhelm Würfel, tschechischer Komponist, Organist, Pianist und Musikpädagoge

Richard Trevithick († 1833)

- 1833: Richard Trevithick, britischer Erfinder und Maschinenbauer
- 1839: Joseph Daniel Ohlmüller, deutscher Architekt
- 1841: Carl Gottlob Abela, deutscher Musiker
- 1844: Henri Montan Berton, französischer Komponist
- 1850: Friedrich Robert Faehlmann, deutsch-estnischer Philologe
- 1851: Friedrich Bröhmer, deutscher Beamter
- 1861: Christian Blom, norwegischer Komponist, Reeder und Kaufmann
- 1861: Johann Heinrich Richartz, deutscher Kaufmann und Mäzen
- 1867: Jean Elias Benjamin Valz, französischer Astronom
- 1876: Édouard d’Anglemont, französischer Dichter
- 1876: Isabella Maria von Portugal, portugiesische Prinzessin
- 1884: Marie Taglioni, italienische Tänzerin
- 1888: Gustav Kühne, deutscher Schriftsteller und Literaturkritiker
- 1889: Hermann Wagener, deutscher Jurist, Chefredakteur, preußischer Ministerialbeamter und Politiker

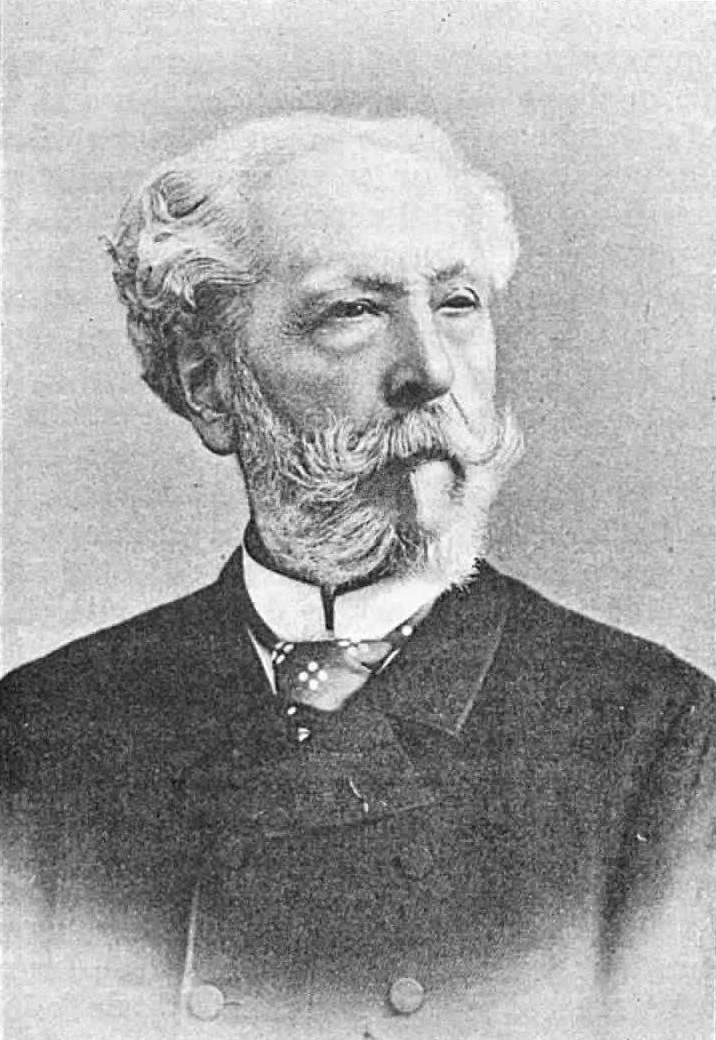
Édouard Lalo († 1892)

- 1892: Édouard Lalo, französischer Komponist
- 1893: Franziska Berg, deutsche Schauspielerin
- 1894: Emanuel Züngel, tschechischer Lyriker, Dramatiker, Librettist und Übersetzer
- 1899: Samuel T. Baird, US-amerikanischer Politiker
- 1899: Jakob Müller, deutscher Orgelbauer
- 1899: Frederick Smyth, US-amerikanischer Politiker

### 20. Jahrhundert

#### 1901–1950
- 1907: Leopold von Pezold, deutsch-baltischer Journalist
- 1908: Henry Campbell-Bannerman, britischer Politiker, Regierungschef
- 1910: Alexander Müller, deutscher Abgeordneter, Hof- und Ziegeleibesitzer
- 1910: Ogiwara Rokuzan, japanischer Bildhauer
- 1912: Johann Jakob Bösch, Schweizer Unternehmer und Politiker
- 1914: Antonie Jacobus Ackermann, niederländischer Pianist, Organist, Musikpädagoge und Komponist
- 1918: Carl Reuß, deutscher Forstmann
- 1924: Hartvig Nissen, norwegischer Sportpädagoge
- 1924: Avni Rustemi, albanischer Pädagoge, Attentäter und Politiker
- 1924: Hans von Weber, deutscher Verleger und Kunstmäzen
- 1925: André Caplet, französischer Komponist und Dirigent
- 1926: G. Adolf Arndt, deutscher Jurist und Hochschullehrer
- 1926: Federico Gana, chilenischer Schriftsteller
- 1929: Ödön Mihalovich, ungarischer Komponist
- 1930: Jeppe Aakjær, dänischer Schriftsteller
- 1930: John Peter Russell, australischer Maler, der „verlorene Impressionist“
- 1931: Franz Saran, deutscher Germanist
- 1932: Julius Asch, deutscher Gewerkschafter und Politiker

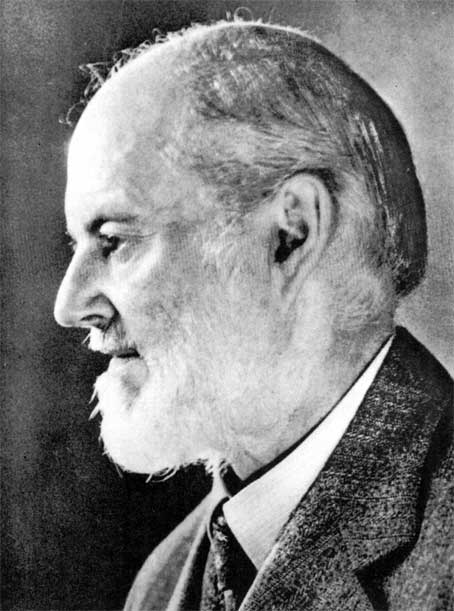
Henry Royce († 1933)

- 1933: Henry Royce, britischer Techniker und Industrieller, Mitgründer von Rolls-Royce
- 1934: Josef Auer, deutscher Holzbildhauer
- 1938: Rudolf von Arx, Schweizer Lehrer, Jurist und Politiker
- 1938: Robert Seitz, deutscher Schriftsteller
- 1939: Karl Eckstein, Forstwissenschaftler und Entomologe
- 1942: Carl Dorno, deutscher Naturforscher
- 1942: Lili Hutterstrasser-Scheidl (Pseudonym Lio Hans), österreichische Komponistin
- 1944: Hippolyte Aucouturier, französischer Radsportler
- 1944: Harold Purdy, britischer Autorennfahrer
- 1944: Edmund Schulthess, Schweizer Politiker
- 1945: Leandro Arpinati, italienischer Politiker und Sportfunktionär
- 1945: Käthe Kollwitz, deutsche Grafikerin, Malerin und Bildhauerin
- 1946: Lionel Atwill, US-amerikanischer Film- und Theaterschauspieler
- 1948: Ili Kronstein, österreichische Malerin
- 1948: Alfredo de Oro, kubanischer Billardspieler und Weltmeister
- 1950: Jean Errecaldé, französischer Autorennfahrer

#### 1951–2000
- 1954: Jörg Lanz von Liebenfels, österreichischer Geistlicher, Ariosoph und Hochstapler
- 1956: Walt Faulkner, US-amerikanischer Automobilrennfahrer
- 1959: Roger Bourcier, französischer Autorennfahrer
- 1960: Ephraim Lipson, britischer Wirtschaftshistoriker
- 1960: August Thienemann, deutscher Zoologe und Ökologe, Begründer der Limnologie
- 1963: Wendelin Morgenthaler, deutscher Politiker

Renée Sintenis († 1965)

- 1965: Renée Sintenis, deutsche Bildhauerin und Grafikerin
- 1966: Enrico Glori, italienischer Schauspieler
- 1966: Dieter Krumpholz, deutscher Motorradrennfahrer
- 1967: Leo Monosson, deutscher Schlagersänger
- 1967: Iona Timofejewitsch Nikittschenko, sowjetischer Richter bei den Nürnberger Prozessen
- 1971: Anna von Montenegro, Prinzessin von Montenegro
- 1976: Jeanne Mammen, deutsche Malerin
- 1977: Arvo Haavisto, finnischer Ringer
- 1977: Fritz Ringgenberg, Schweizer Bankangestellter und Bühnenautor in Mundart
- 1978: Will Geer, US-amerikanischer Schauspieler
- 1979: Amedeo Biavati, italienischer Fußballspieler
- 1980: Fritz Straßmann, deutscher Chemiker, Mitentdecker der Kernspaltung
- 1980: Jan Liwacz, polnischer Gefangener des Konzentrationslagers Auschwitz I
- 1981: Max Aronoff, kanadischer Bratschist und Musikpädagoge
- 1983: Pino Bernasconi, Schweizer Jurist und Politiker

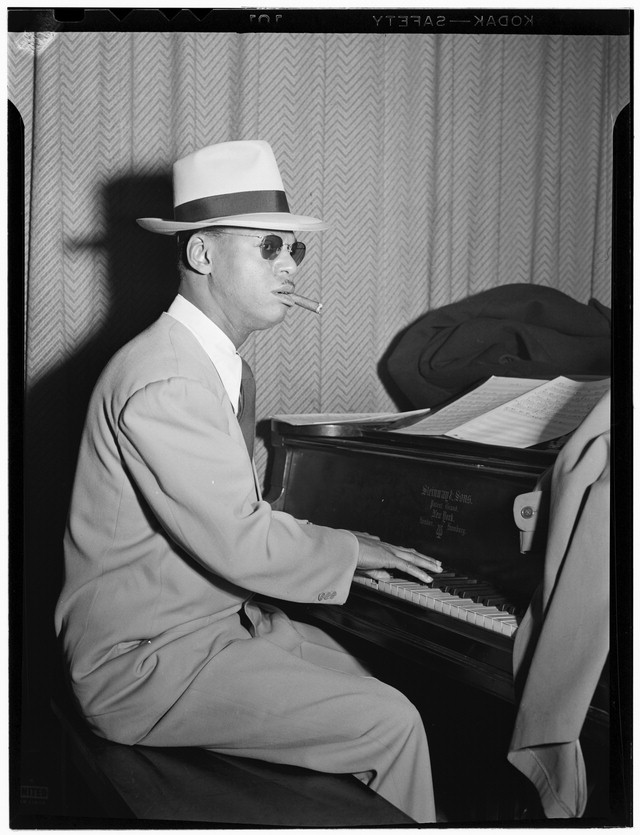
Earl Hines († 1983)

- 1983: Earl Hines, US-amerikanischer Musiker
- 1984: Ansel Adams, US-amerikanischer Fotograf
- 1985: José de Lima Siqueira, brasilianischer Komponist und Dirigent
- 1985: Basile Khoury, libanesischer Erzbischof
- 1985: Albéric Loqueheux, französischer Automobilrennfahrer
- 1986: Mircea Eliade, rumänischer Religionshistoriker, Essayist und Romancier
- 1986ː Lisa Holländer, deutsche Gerechte unter den Völkern
- 1987: Irving Ashby, US-amerikanischer Jazzgitarrist
- 1987ː Erika Nõva, estnische Architektin
- 1987: Margaret Ponce Israel, US-amerikanische Keramikerin und Malerin
- 1988: Tchicaya U Tam’si, kongolesischer Schriftsteller
- 1988: Ulrich Leman, deutscher Maler
- 1988: Louise Stomps, deutsche Bildhauerin und Grafikerin
- 1989: Emilio Segrè, US-amerikanischer Physiker und Nobelpreisträger
- 1990: Rosalind Moss, britische Ägyptologin und Bibliografin
- 1991: Karl Klasen, Präsident der Deutschen Bundesbank
- 1992: Walther Haage, deutscher Gärtner, Botaniker und Sachbuchautor
- 1993: Bertus Aafjes, niederländischer Schriftsteller

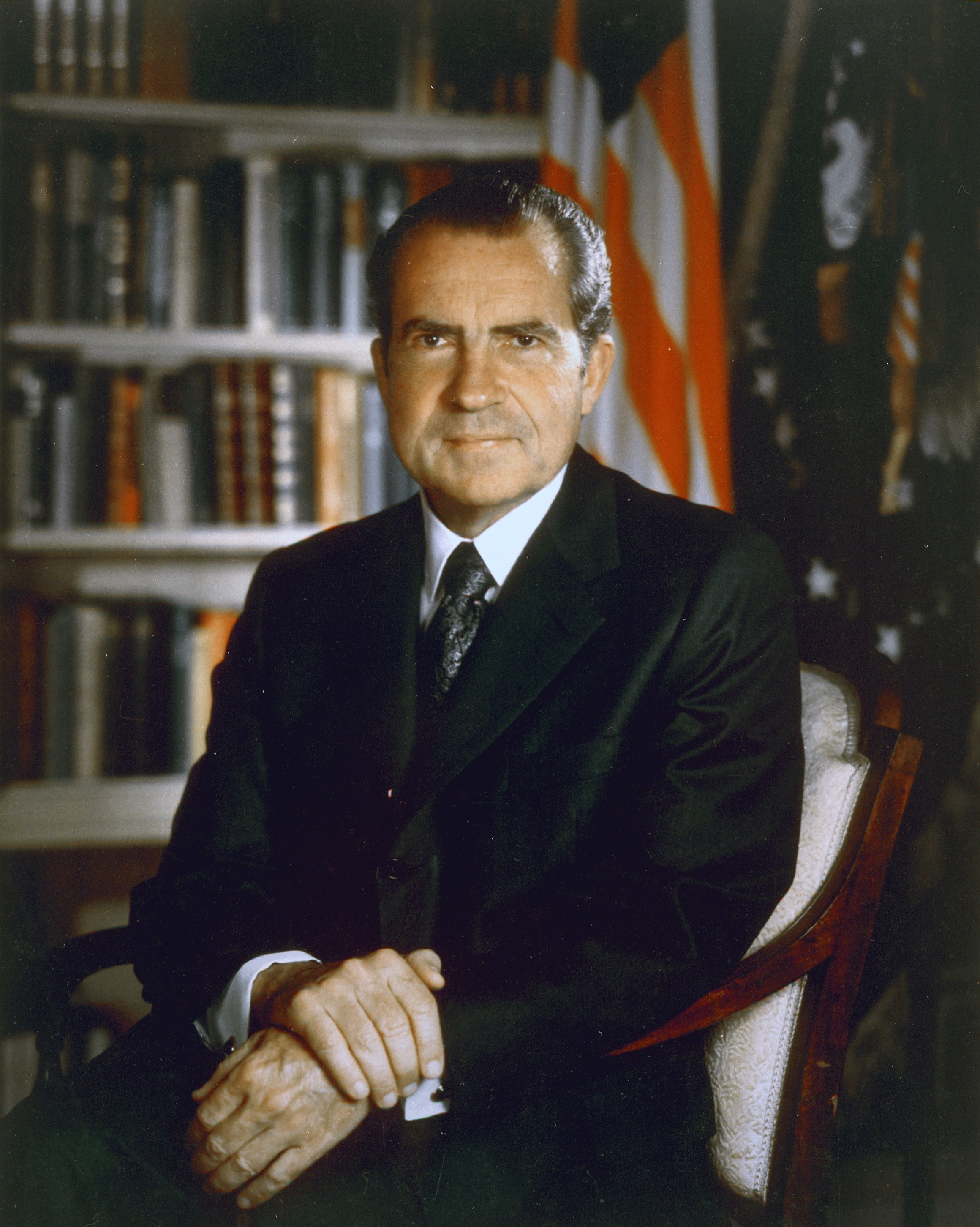
Richard Nixon († 1994)

- 1994: Richard Nixon, US-amerikanischer Politiker, Mitglied des Repräsentantenhauses, Senator, Vize- und Staatspräsident
- 1995: Carlo Ceresoli, italienischer Fußballspieler und -trainer
- 1995: Don Pullen, US-amerikanischer Jazzpianist
- 1996: Erma Bombeck, US-amerikanische Schriftstellerin
- 1997: Isawa Taka, japanischer Schriftsteller
- 1997: Heinz Trökes, deutscher Maler und Grafiker
- 1998: Régine Pernoud, französische Mediävistin

### 21. Jahrhundert
- 2001: Ludvig Nielsen, norwegischer Komponist und Organist
- 2001: Robert Starer, österreichisch-US-amerikanischer Komponist und Pianist
- 2002: Linda Lovelace, US-amerikanische Pornodarstellerin
- 2003: Felice Bryant, US-amerikanische Songschreiberin
- 2003: Mike Larrabee, US-amerikanischer Sprinter und Olympiasieger
- 2004: Richard Reichensperger, österreichischer Journalist und Literaturkritiker
- 2004: Pat Tillman, US-amerikanischer American-Football-Spieler
- 2005: Erika Fuchs, deutsche Übersetzerin (Donald-Duck-Comics)

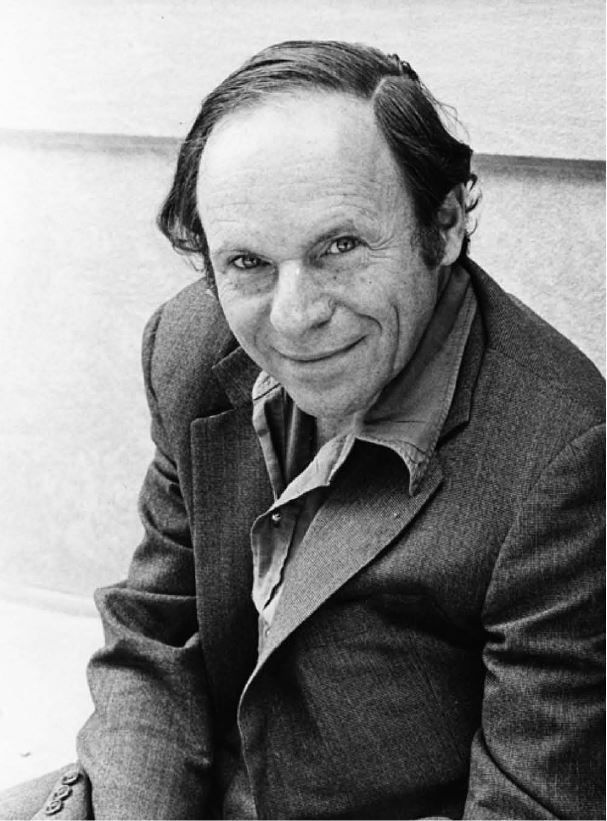
Philip Morrison († 2005)

- 2005: Philip Morrison, US-amerikanischer Physiker
- 2007: Kitaoka Fumio, japanischer Holzschnittkünstler
- 2007: Karl Holzamer, deutscher Philosoph, Pädagoge und Fernsehintendant
- 2008: Paul Davis, US-amerikanischer Singer-Songwriter, Musiker und Produzent
- 2008: Jaspar von Oertzen, deutscher Schauspieler, Autor und Politiker
- 2008: Heinrich Ratjen, deutscher Leichtathlet
- 2009: Ken Annakin, britischer Filmregisseur
- 2009: Jack Cardiff, britischer Kameramann und Filmregisseur
- 2009: Heinz Schröder, deutscher Puppenspieler
- 2013: Vivi Bach, dänische Schauspielerin, Sängerin, Moderatorin und Autorin
- 2013: Richie Havens, US-amerikanischer Sänger und Musiker
- 2014: Michael Glawogger, österreichischer Filmemacher
- 2014: Wieland Schmied, österreichischer Kunsthistoriker und Schriftsteller
- 2015: Lois Lilienstein, US-amerikanisch-kanadische Schauspielerin, Sängerin und Pianistin
- 2016: Günter Kallmann, deutscher Chorleiter, Sänger und Komponist
- 2017: Hubert Dreyfus, US-amerikanischer Philosoph
- 2017: Götz Heidelberg, deutscher Physiker, Konstrukteur und Unternehmer
- 2017: Erin Moran, US-amerikanische Kinderdarstellerin und Schauspielerin
- 2018: Nino Churzidse, georgische Schachspielerin
- 2019: Tserendonoin Sandschaa, mongolischer Ringer
- 2020: Hartwig Gauder, deutscher Leichtathlet (Geher) und Olympiasieger
- 2021: Dennis Johnson, jamaikanischer Leichtathlet
- 2022: John Rulon-Miller, US-amerikanischer Autorennfahrer
- 2023: Karin Gregorek, deutsche Schauspielerin und Theaterregisseurin
- 2023: Barry Humphries, australischer Komiker, Satiriker und Charakterdarsteller
- 2023: Alexei Alexejewitsch Murawljow, sowjetisch-russischer Komponist

## Feier- und Gedenktage
- Kirchliche Gedenktage
  - Friedrich Justus Perels, deutscher Märtyrer und Jurist (evangelisch)
  - Hl. Cajus, römischer Bischof (katholisch)
  - Hl. Soterus, römischer Märtyrer und Bischof (katholisch)
- Namenstage
  - Leonidas
- Gedenktage internationaler Organisationen
  - Tag der Erde (UNO) (seit 2009)

Weitere Einträge enthält die Liste von Gedenk- und Aktionstagen.